# Philippe II Auguste
Pour les articles homonymes, voir Philippe de France et Philippe II.
Philippe II dit « Auguste », né le 21 août 1165 à Paris et mort à Mantes le 14 juillet 1223, est le septième roi (1180-1223) de la dynastie des Capétiens et le premier monarque auquel est attribué le titre de roi de France. Il est le fils héritier de Louis VII et d'Adèle de Champagne.

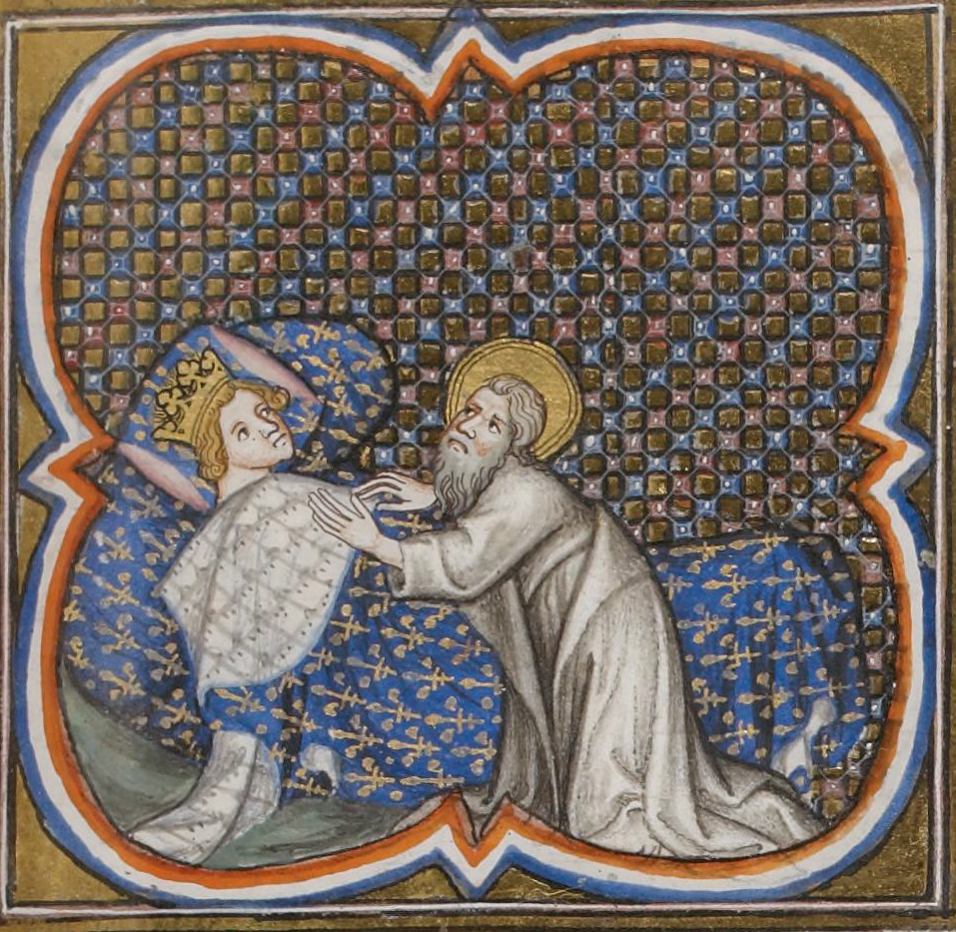
Prophétie de saint Valery : saint Valery apparaissant à Hugues Capet. Enluminure ornant les Grandes Chroniques de France, chroniques latines écrites entre les, Paris, Bibliothèque nationale de France.

Le surnom d'« Auguste » lui est donné par le moine Rigord, après que Philippe II a ajouté au domaine royal, en juillet 1185 (traité de Boves), les seigneuries d'Artois, du Valois, d'Amiens et une bonne partie du Vermandois, et également parce qu'il naît au mois d'août. Référence directe aux empereurs romains, ce terme signifie qu'il a accru considérablement le domaine royal.
Chapelain et biographe de Philippe II, Guillaume Le Breton le nomme « Philippe le Magnanime », dans sa chronique La Philippide, rédigée entre 1214 et 1224. Cette chronique est une continuation de celle de Rigord, que Philippe II lui a demandé d'expurger, la jugeant moins laudatrice qu'il le souhaitait.
Philippe Auguste reste l'un des monarques les plus admirés et étudiés de la France médiévale, en raison non seulement de la longueur de son règne, mais aussi de ses importantes victoires militaires et des progrès essentiels accomplis pour affermir le pouvoir royal et contrôler la hiérarchie féodale.
Philippe Auguste est le premier roi ayant fait porter sur ses actes, sporadiquement à partir de 1190, officiellement à partir de 1204, Rex Franciæ, « roi de France », au lieu de Rex Francorum, « roi des Francs ». Il faut cependant relever que les traités et conventions de paix signés entre les vassaux ou alliés et le royaume de France mentionnent sans exception Philippus rex Francorum (« Philippe, roi des Francs »), à la différence, par exemple, de Richardus rex Angliæ (« Richard, roi d'Angleterre »), mais comme Henri, roi des Romains.

## Le règne

### Les débuts: une affirmation rapide (1179-1189)

#### Roi à quinze ans

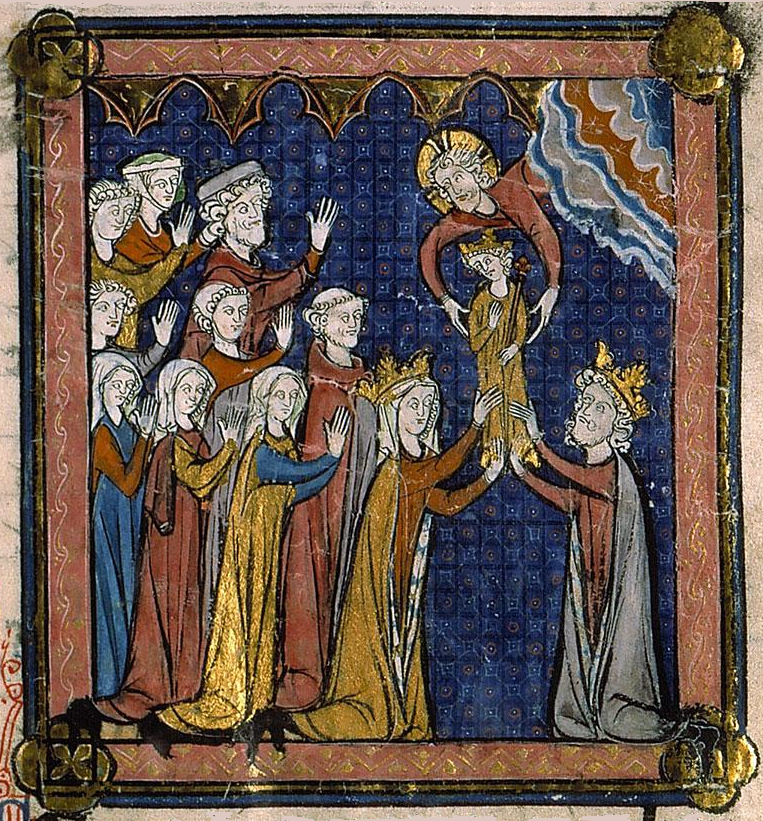
Philippe Dieudonné offert par le Ciel à ses parents (Grandes Chroniques de France, v.1270), Paris, Bibliothèque Sainte-Geneviève.

La naissance de Philippe Auguste, en 1165, est accueillie comme un miracle par la famille royale. En effet, Louis VII attend depuis près de trente ans un héritier et c'est sa troisième épouse, Adèle de Champagne, qui lui donne tardivement ce fils tant espéré. Cette attente vaut au futur Philippe II le surnom de Dieudonné,. Il est baptisé dès le lendemain de sa naissance dans la chapelle Saint-Michel-du-Palais au palais de la Cité à Paris par l'évêque Maurice de Sully en présence de trois parrains et trois marraines,.
Comme tous les premiers rois capétiens depuis Hugues Capet, Louis VII, accablé par la maladie, pense à associer son fils à la couronne au printemps 1179, puis à lui laisser le pouvoir le 28 juin 1180. Mais la cérémonie du sacre est retardée à la suite d'une mésaventure de chasse du jeune prince dont la vie est menacée. Jean Favier précise la nature de l'incident : le jeune Philippe s'est égaré dans la forêt et n'est retrouvé que deux jours plus tard tremblant de peur et passablement perturbé. L'état de santé du prince est suffisamment grave pour que Louis VII se déplace en Angleterre, malgré sa santé déclinante, et aille se recueillir sur la tombe de Thomas Becket, l'archevêque de Cantorbéry mort assassiné en 1170 et devenu un saint thaumaturge.
Complètement remis sur pied et en l'absence de son père de plus en plus souffrant, Philippe est associé à la couronne et sacré le 1er novembre 1179 à Reims par son oncle l'archevêque Guillaume aux Blanches Mains. L'absence à la cérémonie de la reine Adèle ainsi que des trois autres oncles maternels, alors que les fils d'Henri II Plantagenêt y assistent et que surtout le comte de Flandre Philippe d'Alsace parraine l'adoubement, est symbolique du revirement des influences. La Maison de Blois-Champagne prépondérante à la fin du dernier règne cède le pas à la maison des comtes de Flandre.
Pour échapper à l'emprise de sa mère et de ses oncles maternels, Philippe II se rapproche de son parrain Philippe d'Alsace, comte de Flandre, qui lui donne sa nièce Isabelle en mariage. Le 28 avril 1180, l'évêque Roger de Laon bénit les jeunes époux en l'abbaye d'Arrouaise près de Bapaume. Le jeudi de l'Ascension 29 mai 1180 à Saint-Denis, lors de la consécration de son épouse Isabelle de Hainaut comme reine de France, il reçoit une seconde fois l'onction sainte par l'archevêque de Sens, Guy Ier de Noyers, successeur de Guillaume aux Blanches Mains, au grand dam de ce dernier, qui accuse d'usurpation son pair. Isabelle, fille de Baudouin V de Hainaut lui apporte l'Artois en dot. Puis, le 28 juin 1180, trois mois avant la mort de son père, il signe le traité de Gisors avec Henri II d'Angleterre. Ces deux événements renforcent la position du jeune roi face aux maisons de Flandre et de Champagne.
La mort de son père survient le 18 septembre 1180 et laisse Philippe seul roi, à quinze ans. Confronté à l'affaiblissement du pouvoir royal, Philippe se révèle rapidement à la hauteur du défi.

#### Expulsion des Juifs (1182)

Carte du royaume de France en 1180.

À l'intérieur du domaine, l'une de ses premières décisions est totalement contraire à la politique suivie par son père : l'expulsion des juifs et la confiscation de leurs biens le 17 avril 1182, tranche avec la protection que Louis VII avait accordée à la communauté juive. La raison officiellement donnée désigne les juifs responsables de calamités diverses, mais l'objectif réel est surtout de renflouer les caisses royales, bien mal en point en ce début de règne. Ces mesures ne dureront pas : l'interdiction du territoire cesse en 1198, et l'attitude conciliatrice qu'avait adoptée Louis VII redevient bientôt la norme. Cependant, le pape Innocent III condamne quelques activités des juifs en France et exhorte Philippe Auguste dans la lettre Etsi non displiceat en 1205 à les sanctionner pour montrer la ferveur de sa foi chrétienne (en latin : « in eorum demonstret persecutione fervorem quo fidem prosequitur Christianam »).
Du point de vue juif, la mesure fut ainsi perçue : « En l'année 4946, c'est-à-dire en 1186, il fit saisir les Juifs dans toutes les provinces de son royaume, leur ravit leur argent et leur or et les chassa de son pays. Beaucoup abjurèrent alors leur foi et recouvrèrent par là leurs fortunes et leurs biens, se mêlèrent aux chrétiens et vécurent comme eux. Les synagogues Philippe en fit des églises pour son Dieu, et avec ce qu'il avait pris, il éleva de nombreux édifices, le palais de l'Hôtel-de-ville, le mur de la forêt de Vincennes près de Paris et les Champeaux, où se tient le marché de Paris. Les Juifs de France étaient alors deux fois plus nombreux que ceux qui sortirent d'Égypte : ils émigrèrent par sept chemins de ce pays devenu cruel pour eux, et Israël devint extrêmement malheureux ».

#### Mariage

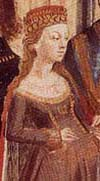
Isabelle de Hainaut, enluminure ornant un manuscrit des Chroniques de Hainaut, XVe siècle.

À la fin du règne de Louis VII, le comte Philippe de Flandre avait proposé au vieux roi sa nièce Ide, fille de son frère Mathieu, comte de Boulogne. Pour renforcer son influence, il négocie au début de 1180 le mariage de sa nièce Isabelle, fille de sa sœur Marguerite et de Baudouin, comte de Hainaut. Le parti flamand, rival du parti champenois, espérait ainsi disposer d'un membre influent à la cour, tout comme l'avait fait le parti champenois, son rival, avec Adèle de Champagne dans les dernières années du règne de Louis VII.
Le 28 avril 1180, Isabelle de Hainaut épouse donc Philippe, le mariage religieux est célébré par les évêques Henri de Senlis et Roger de Laon en l'église de l'abbaye Saint-Nicolas d'Arrouaise, dédiée à la Sainte-Trinité. Les cérémonies sont célébrées au château de Bapaume à proximité du territoire flamand.
Le lieu du mariage avait été tenu secret par Philippe II de France car sa mère Adèle de Champagne, ses frères et tout le parti champenois étaient contre cette alliance mais Philippe II Auguste tenait à cette union et décida de choisir un lieu en dehors des terres champenoises. Ce désaccord valut à Isabelle de Hainaut un ressentiment profond de la part d'Adèle de Champagne.

#### Un nœud de rivalités
Dès 1181, mené par le comte de Flandre, Philippe d'Alsace, avec lequel Philippe s'est brouillé, le conflit avec les barons est ranimé. Il parvient toutefois à contrer les ambitions du comte en brisant les alliances que ce dernier a nouées avec le landgrave de Brabant, Godefroy de Louvain, et l'archevêque de Cologne, Philippe de Heinsberg. En juillet 1185, le traité de Boves confirme au roi la possession du Vermandois, de l'Artois et de l'Amiénois.
Les Plantagenêt sont l'autre préoccupation majeure de Philippe Auguste. Les possessions d'Henri II d'Angleterre, également comte d'Anjou, comprennent la Normandie, le Vexin, et la vaste Aquitaine. De plus, par le mariage de Geoffroy, fils de Henri II, les Plantagenêt gouvernent aussi la Bretagne. Après deux ans de combats (1186-1188), la situation reste indécise. Philippe cherche habilement à profiter des rivalités entre les fils du roi d'Angleterre, Richard, avec lequel il se lie d'amitié, et son cadet Jean sans Terre. Une paix de statu quo est finalement négociée, alors que le pape Grégoire VIII, après la prise de Jérusalem par Saladin en 1187, appelle à la croisade. Philippe Auguste est peu motivé par une telle aventure mais ne peut opposer un refus au pape. Il prend la croix et invoque les dangers qui menacent son royaume pour surseoir. La mort d'Henri II en juillet 1189 clôt cet épisode. Le roi ne peut plus se dédire, il se prépare au départ en Terre sainte.

#### Tentative de répudiation de la reine
En 1183, Philippe Auguste, pressé d'avoir un héritier et brouillé avec Philippe d'Alsace et Baudouin V de Hainaut songe à se séparer d'Isabelle, qui n'a que treize ans.
En mars 1184, la répudiation est décidée. Une assemblée de prélats et de seigneurs réunie à Senlis va se prononcer, quand Isabelle, raconte le chroniqueur Gilbert de Mons, pieds nus et habillée en pénitente, fait à pied le tour des églises de la ville et implore Dieu devant le peuple qui l'aimait pour son grand cœur. Celui-ci prend fait et cause pour elle, et Philippe Auguste recule et la garde auprès de lui.

### La troisième croisade et la rivalité avecRichardIerdit «Cœur de Lion» (1190-1199)

#### Une croisade écourtée

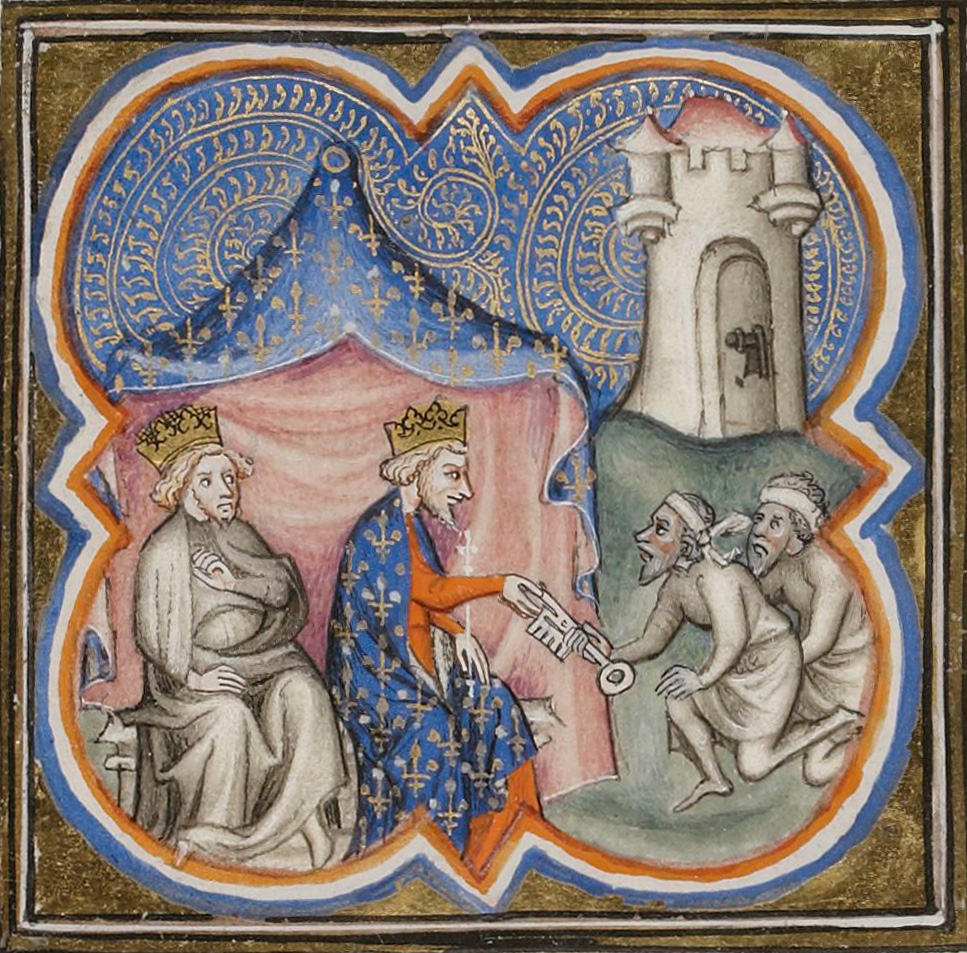
Philippe Auguste et Richard Cœur de Lion recevant les clés d'Acre. Enluminure issue des Grandes Chroniques de France de (ca. 1370-1379), BnF, département des manuscrits.

Philippe Auguste et Richard partent ensemble pour la troisième croisade qui mobilise également la plupart des grands barons de France. Philippe embarque à la fin de l'été 1190 de Gênes, et Richard de Marseille, mais ils sont surpris par les tempêtes d'hiver en Méditerranée et doivent attendre plusieurs mois en Sicile, à Messine. Là, la rivalité entre les deux rois se ranime autour des projets de mariage de Richard, qui rompt ses fiançailles avec Adélaïde (demi-sœur de Philippe) et s'engage avec Bérengère de Navarre.
Philippe Auguste quitte Messine dès qu'il le peut, le 30 mars 1191. Il arrive à Acre le 20 avril 1191 et participe au siège de la cité, contrôlée par les musulmans. Richard n'arrive qu'en juin, après un détour par Chypre : les renforts anglais sont les bienvenus mais les querelles reprennent immédiatement entre les deux rois. Pour aggraver la situation, ils sont tous deux victimes de maladie, causant notamment une forte fièvre, ils perdent cheveux et ongles. Philippe Auguste perd également l'usage d'un œil. Les opérations militaires avancent toutefois : les Français percent une première fois les murs d'Acre le 3 juillet, sans succès ; puis ce sont les Anglais qui échouent. Affaiblis, les assiégés capitulent le 12 juillet 1191.
La croisade ne fait que commencer, pourtant Philippe décide de prendre le chemin du retour. La mort du comte de Flandre survenue le 1er juin lors du siège de Saint-Jean-d'Acre rouvre le dossier sensible de la succession flamande. Le fait qu'il n'ait qu'un seul héritier l'invite par ailleurs à la prudence. C'est dans un état de santé délabré et très atteint physiquement que Philippe passe par Rome pour obtenir du pape l'autorisation de quitter la croisade. Le roi rentre à Paris le 27 décembre 1191.

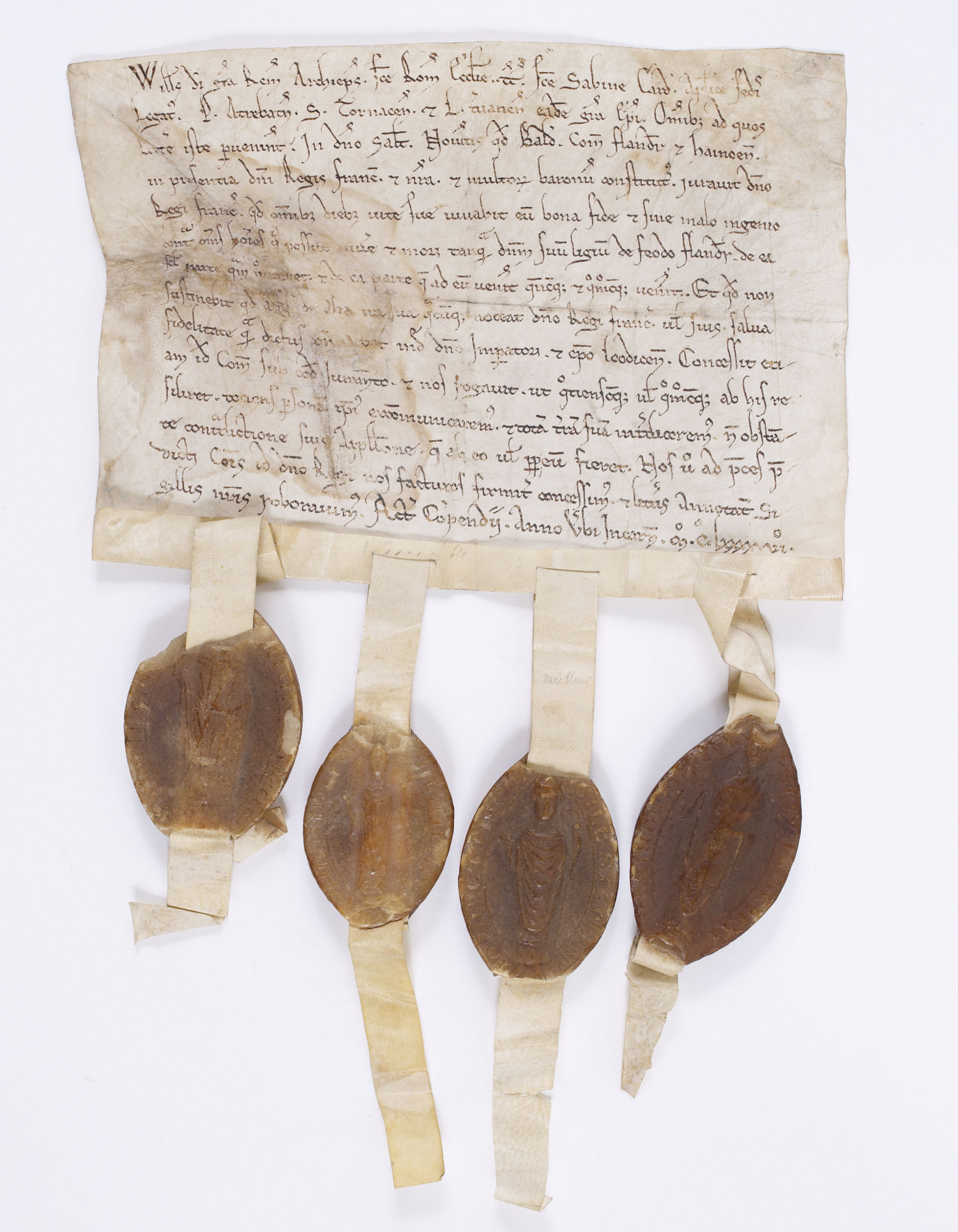
Hommage du comte de Flandre au roi de France Philippe Auguste, rendu à Compiègne, devant l'archevêque de Reims Guillaume aux Blanches Mains, en 1196. Acte en latin sur parchemin scellé de 4 sceaux de cire jaune en navette (archiépiscopaux) pendant sur double queue de parchemin, Paris, Archives nationales.

#### La succession flamande
Il s'agit là de la première préoccupation de Philippe à son retour de croisade. La mort du comte de Flandre, sans descendance, suscite les convoitises de trois prétendants : Baudouin, comte de Hainaut, Éléonore de Vermandois, comtesse de Beaumont, et Philippe Auguste lui-même.
Au terme de tractations, Baudouin est désigné comme héritier du comté de Flandre après paiement de cinq mille marcs d'argent. Cependant, Philippe Auguste confirme par une charte de 1192 le Valois et le Vermandois à Éléonore, qui doivent revenir au roi après la mort de celle-ci. Enfin, le roi reçoit Péronne et l'Artois, au nom de son fils Louis, comme héritage de la reine Isabelle de Hainaut morte en 1190. Les positions royales au nord sont donc considérablement renforcées.

#### L'affaire du mariage
Après la disparition de la reine Isabelle, Philippe Auguste sait qu'il doit se remarier au plus vite. La succession dynastique n'est en effet pas assurée : son seul fils, Louis, n'a que quatre ans et vient de survivre à une grave maladie. Le choix d'Ingeburge de Danemark répond à la nécessité pour le roi Philippe de mettre un terme aux ambitions des souverains britanniques, essayant par là de réveiller les vieilles rivalités entre Danois et Anglais, mais en vain ; cette politique française a été menée depuis bientôt un siècle par ses prédécesseurs.
Sœur du roi Knut VI, âgée de dix-huit ans, Ingeburge n'est qu'une des nombreuses épouses possibles pour Philippe. Pourtant cette union avec la maison royale danoise lui permettrait de fragiliser la dynastie anglo-normande. En effet, Ingeburge descend par les femmes du roi Harold II mort à la bataille d'Hastings contre Guillaume le Conquérant, futur roi d'Angleterre et fondateur de la dynastie anglo-normande. Philippe II pense avoir trouvé un moyen de pression avec l'antériorité des droits de sa future épouse Ingeburge, droits qu'il aurait envisagé de faire valoir par la force et avec le concours des princes danois.
Un accord est conclu sur une dot de dix mille marcs d'argent dont une large partie est versée le jour du mariage par les plénipotentiaires danois présents à la cérémonie, la princesse est amenée en France, Philippe la rencontre à Amiens le 14 août 1193 et l'épouse le jour même. Le lendemain, Philippe fait écourter la cérémonie du couronnement de la reine et expédie Ingeburge au monastère de Saint-Maur-des-Fossés. Le roi annonce qu'il souhaite faire annuler le mariage.
Les raisons de cette séparation précipitée, suivie pour Ingeburge de sept ans de captivité et, pour Philippe, du refus absolu de reconnaître sa place de reine, sont restées inconnues et ont donné lieu à toutes les spéculations possibles de la part des contemporains comme des historiens. Les sources britanniques prétendent que le roi Philippe avait conçu un dégoût immédiat pour son épouse, ce qui est contredit par le fait qu'il se soumettra plus tard et à de nombreuses reprises à ses obligations d'époux, même lorsqu'il le nia pour n'avoir pas à reprendre Ingeburge à ses côtés en qualité de reine de France. Quant aux historiens français, ils ont pensé que les Danois avaient pour leur part rejeté tout projet d'envahir l'Angleterre, ce qui rendait le mariage de Philippe II subitement inintéressant pour lui, car d'une part il n'obtenait plus le concours des Danois pour envahir l'Angleterre et en plus il devait rendre la dot de son épouse, ce qui était au moins une aussi grande torture pour un roi qui comptait la moindre rentrée d'argent. C'est pourquoi la version selon laquelle le roi Philippe aurait été mal remis de la maladie qu'il avait contractée à la croisade ne peut être totalement écartée.
Toujours est-il que pour défendre l'annulation du mariage, Philippe souhaite faire valoir un lien de parenté prohibé par l'Église, comme il l'avait fait avec Isabelle de Hainaut dont il avait également souhaité se séparer avant de reculer devant la pression populaire. Ingeburge ne pourra faire appel à un soutien populaire, puisqu'elle ne parle pas un mot de français ; elle est tout juste capable de s'exprimer dans un latin assez rudimentaire. Une assemblée d'évêques et de barons donne aisément raison au roi, qui se remarie à la hâte avec Agnès de Méranie, jeune noble bavaroise, dès juin 1196.
Le nouveau pape Innocent III, élu en 1198, oppose son désaccord. Souhaitant affirmer son autorité, il enjoint à Philippe Auguste de renvoyer Agnès de Méranie et de rendre sa place à Ingeburge. En l'absence de réaction du roi, l'interdit est lancé sur le royaume à partir du 13 janvier 1200 et le pape excommunie Philippe Auguste. Philippe laisse toutefois la cause en suspens, Ingeburge reste captive, désormais dans la tour d'Étampes. Le roi organise finalement une cérémonie de réconciliation, et l'interdit est levé par le légat pontifical Octavien lors du concile de Nesle en Vermandois le 7 septembre 1200. Mais la cérémonie ne rend pas tout à fait sa place à Ingeburge, et la procédure d'annulation du mariage se poursuit, Philippe étant désormais bigame. Le concile de Soissons qui se réunit en mars 1201 se conclut cependant par l'échec de Philippe Auguste, qui abrège lui-même les débats et renonce à faire casser le mariage. Finalement, en juillet 1201, Agnès de Méranie meurt à Poissy en donnant à Philippe un deuxième héritier mâle, Philippe (après avoir donné naissance à une fille, Marie, en 1198), reconnu comme tel par le pape en novembre 1201. La crise est momentanément close et la succession dynastique est assurée.
Philippe reprend la procédure d'annulation du mariage en 1205, cette fois sur motif de non-consommation dans le temps, un motif rejeté par l'Église catholique puisque Ingeburge put attester des visites régulières de son époux dans les lieux où il la retient captive. Il est probable que son opiniâtreté à obtenir la séparation tienne à la naissance en 1205 de son troisième fils, Pierre Charlot, qui resta de ce fait illégitime et dont l'éducation fut confiée en 1212 à l'Église catholique probablement après la mort de sa mère, la « dame d'Arras ».
Constatant définitivement que ces projets débouchent sur une impasse gênante, le roi met fin brutalement aux négociations de rupture en 1212 (comme en 1201) et, résigné, rend sa place, sinon d'épouse, du moins de reine en titre, à la malheureuse Ingeburge.

#### La lutte contre Richard Cœur de Lion

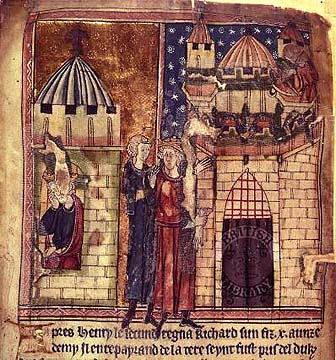
Richard Cœur de Lion prisonnier (à gauche) et mortellement blessé à Châlus (à droite) (Effigies Regum Angliæ, XIVe siècle), Londres, British Library.

Richard Cœur de Lion poursuit la croisade après le départ de Philippe : il reprend les principaux ports palestiniens, jusqu'à Jaffa, et rétablit le royaume latin de Jérusalem, bien que la ville proprement dite lui échappe. Il négocie finalement une trêve de cinq ans avec Saladin et rembarque au mois d'octobre 1192. Les tempêtes d'hiver le surprennent de nouveau : échoué à Corfou, il est capturé par le duc d'Autriche Léopold V, qui le remet entre les mains de l'empereur germanique Henri VI, son ennemi. Pour la libération de Richard, l'empereur demande une rançon de cent mille marcs d'argent, plus cinquante mille marcs pour l'aider à conquérir la Sicile.
Philippe profite de la situation pour négocier avec Jean sans Terre, le frère cadet de Richard, qui a pris le contrôle du royaume anglo-normand. Espérant récupérer la couronne anglaise grâce au soutien de Philippe, il prête hommage en 1193. Puis, alors que Philippe Auguste attaque les possessions des Plantagenêt, Jean cède au roi de France l'Est de la Normandie (le Vexin normand), Le Vaudreuil, Verneuil et Évreux, moyennant mille marcs d'argent, par un accord écrit, en janvier 1194. Par sa finesse diplomatique et militaire, Philippe tient son rival en respect.
Richard est finalement libéré le 2 février 1194. Sa mère, Aliénor d'Aquitaine, a payé les deux tiers de la rançon demandée, soit cent mille marcs d'argent, le solde devant être versé plus tard. Conscient de la valeur de son adversaire, Philippe Auguste aurait écrit à Jean sans Terre : « Prenez garde à vous maintenant, le diable est lâché ». La riposte de Richard est immédiate : après deux mois passés en Angleterre, il débarque en Normandie le 12 mai 1194 ; s'engage alors une guerre d'escarmouches. Le 10 mai, Philippe met le siège devant Verneuil, qui refuse de se soumettre. Quand lui parvient l'annonce du massacre de la garnison française d'Évreux, que Jean, réconcilié avec son frère, vient de lui livrer, il abandonne le siège, le 28 mai, et pousse vers Évreux, qu'il détruit. De son côté, Richard reprend Loches après huit jours de siège, le 14 juin. Puis, le 5 juillet, Philippe s'apprêtant à mettre le siège devant le château de Vendôme, Richard lui dresse un guet-apens près de Fréteval, au cours duquel il s'empare des bagages de Philippe, du sceau royal et de son chartrier (événement à l'origine de la création de la garde des archives royales, appelées Trésor des Chartes).
Les deux souverains conviennent d'une trêve le 23 juillet 1194, mais celle-ci n'est pas respectée. En 1195, la guerre se déplace en Berry, où les deux armées se rencontrent, près d'Issoudun. Alors que l'on s'apprête au combat, Richard va trouver Philippe et lui prête hommage pour le duché de Normandie et les comtés d'Anjou et de Poitiers. Un traité de paix est signé à Gaillon le 15 janvier 1196 : Richard cède Gisors et le Vexin normand à Philippe, qui lui abandonne les différentes conquêtes qu'il a faites en Normandie et ses prétentions sur le Berry et l'Auvergne.
Ayant perdu sa principale place forte avec Gisors, Richard entame la construction de Château-Gaillard, ce qui rallume la guerre. Richard prend et détruit le château de Vierzon, dans le Berry, et se fait livrer à prix d'argent le château de Nonancourt. De son côté, Philippe s'empare, à l'automne 1196, des châteaux de Dangu et d'Aumale, et reprend Nonancourt. Richard envahit le Vexin (1197-1198), ravageant les bords de Seine au-dessous de Paris. Philippe est battu en septembre 1198 entre Gamaches et Vernon. Le 26 septembre 1198, Richard s'empare des châteaux de Boury et de Courcelles, puis bat près de Gisors les troupes de Philippe, venu au secours de ces places fortes,. Philippe manque de se faire tuer pendant la bataille. Chargeant à la tête de ses troupes, il aurait déclaré : « Je ne fuirai pas devant mon vassal ».
Les deux rois cherchent des soutiens, tandis que le nouveau pape Innocent III, qui souhaite mettre sur pied une nouvelle croisade, les pousse à négocier. Le 13 janvier 1199, entre Les Andelys et Vernon, ils conviennent en présence du légat d'une trêve de cinq ans, d'ailleurs mal respectée. La situation se règle brusquement : lors du siège du donjon du château de Châlus-Chabrol (Limousin) le 26 mars 1199, Richard est frappé par un carreau d'arbalète. Il succombe à sa blessure quelques jours plus tard, le 6 avril, à quarante-et-un ans et au faîte de sa gloire.

### Les grandes conquêtes (1199-1214)

#### Les victoires face à Jean sans Terre

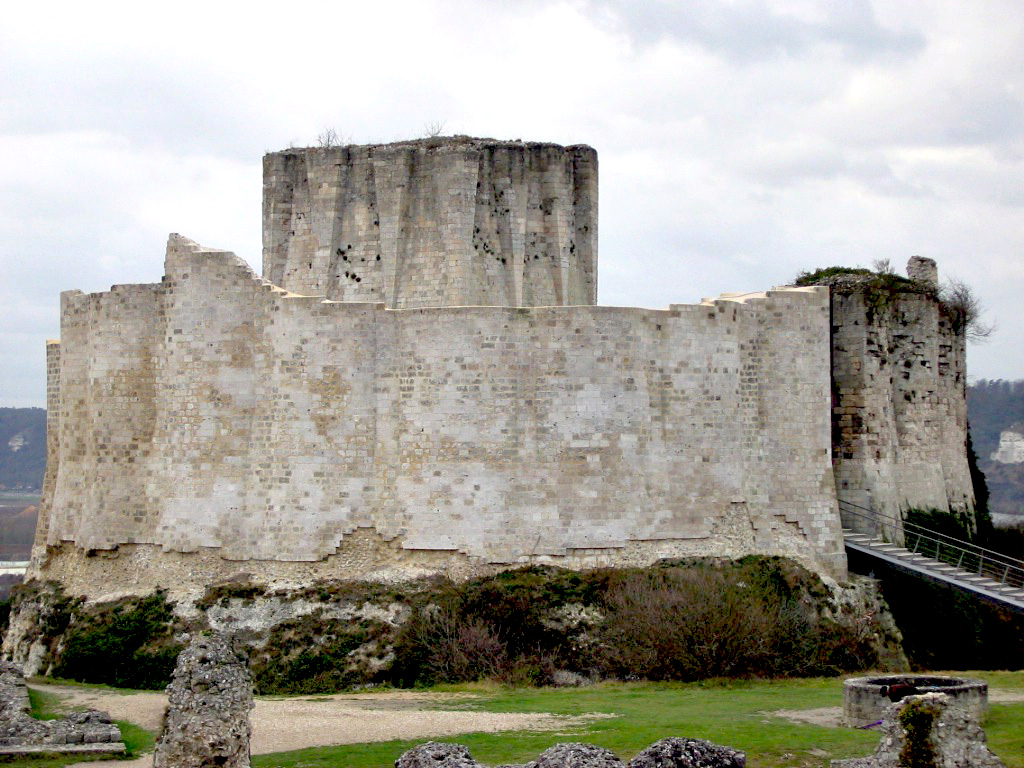
Les ruines de Château-Gaillard aujourd'hui.

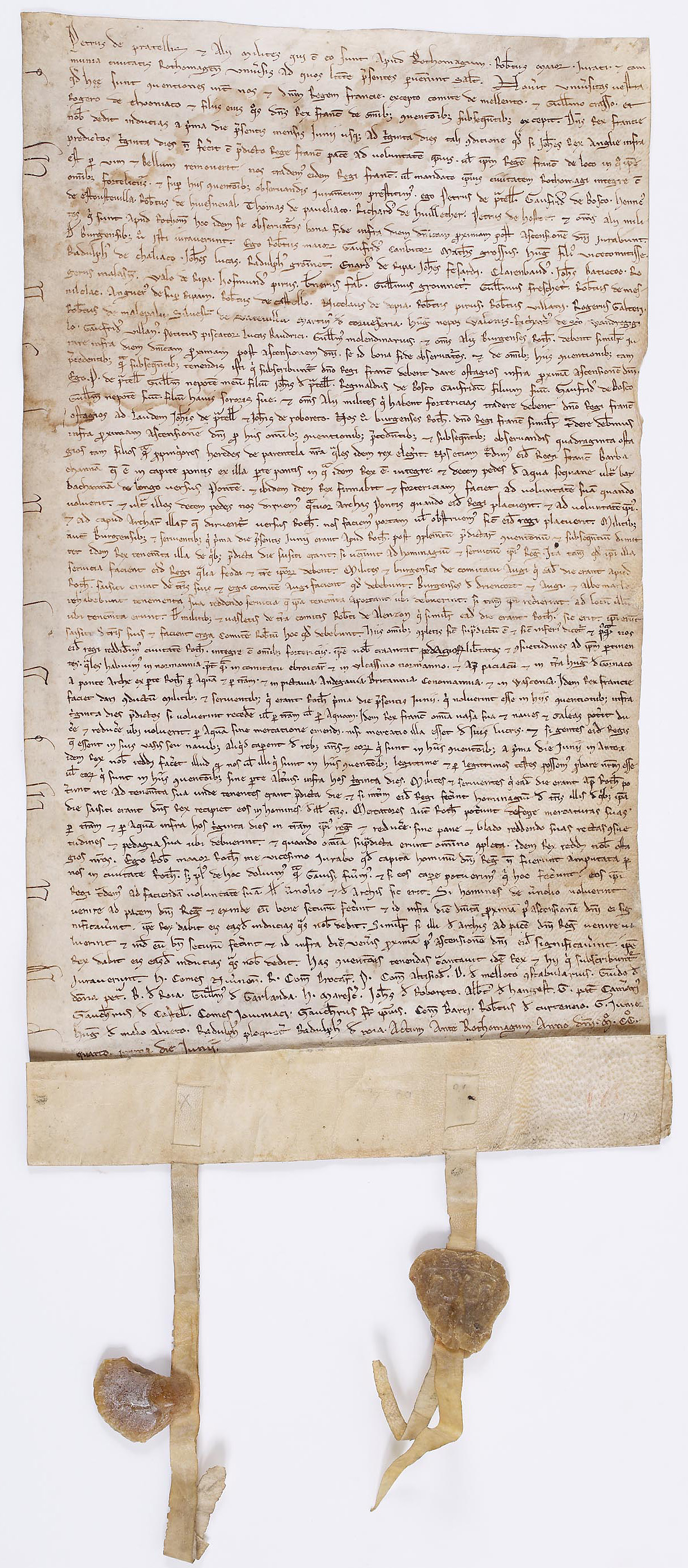
Capitulation de Rouen le 24 juin 1204. Pierre de Préaux et d'autres chevaliers normands, ainsi que le maire, les jurés et la commune de Rouen, concluent un accord avec le roi de France, qui prévoit la reddition de Rouen au roi Philippe Auguste si au bout de trente jours Jean sans Terre, roi d'Angleterre, n'a pas conclu la paix avec ce dernier. Charte en latin avec les fragments de deux sceaux pendants sur double queue de parchemin. Paris, Archives nationales.

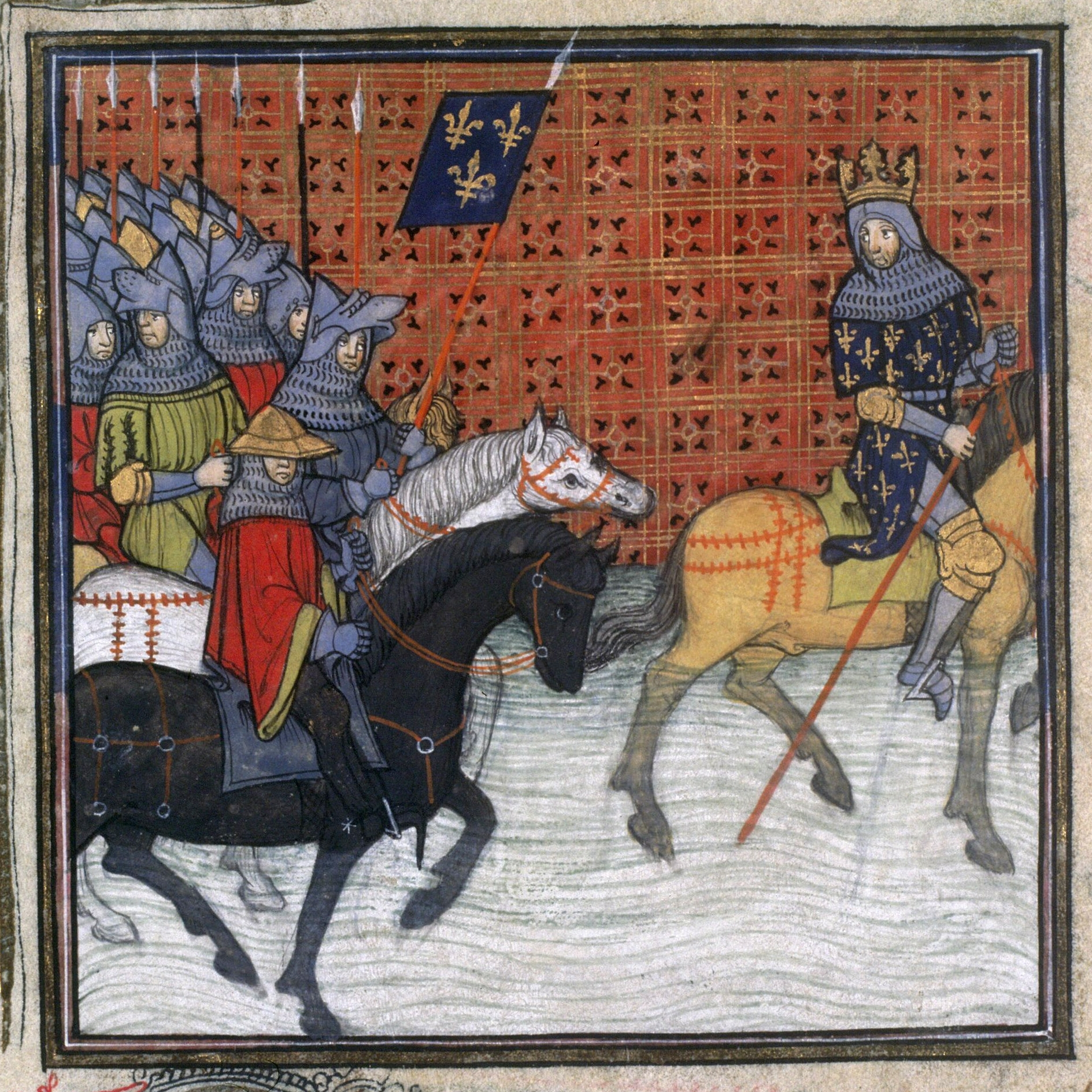
Philippe Auguste traversant la Loire (Grandes Chroniques de France,).

La succession de Richard Cœur de Lion ne va pas d'elle même. Face à Jean sans Terre, le jeune Arthur de Bretagne (âgé de douze ans), fils de son frère aîné Geoffroy II de Bretagne, mort en 1186, est un prétendant sérieux. Philippe Auguste profite de cette rivalité et, comme il avait pris position pour Jean contre Richard, il prend cette fois position pour Arthur contre Jean. Il reçoit l'hommage du duc Arthur Ier de Bretagne pour les possessions françaises des Plantagenêt au printemps 1199. Ceci lui permet de négocier en position de force avec Jean sans Terre, et le traité du Goulet, en mai 1200, est favorable à Philippe Auguste. Le traité est scellé par le mariage entre Louis de France et Blanche de Castille, nièce de Jean.
Les hostilités ne cessent pas vraiment, et se concentrent désormais en Aquitaine. Philippe se rapproche donc d'une part d'Arthur, et convoque Jean, son vassal au titre du traité du Goulet, pour ses actions en Aquitaine et à Tours. Jean ne se présente naturellement pas et la cour de France prononce la confiscation de ses fiefs, le 28 avril 1202.
La suite se joue sur le terrain militaire. Philippe part dès le printemps 1202 à l'assaut de la Normandie tandis qu'Arthur s'attaque au Poitou. Mais le jeune duc est surpris par Jean sans Terre lors du siège de Mirebeau, et fait prisonnier avec ses troupes. Arthur de Bretagne disparaît dans les mois qui suivent, probablement assassiné début 1203. Philippe s'assure alors le soutien des vassaux d'Arthur et reprend son action en Normandie au printemps 1203. Il démantèle le système des châteaux normands, prend Le Vaudreuil, et entame le siège de Château-Gaillard en septembre 1203. De son côté, Jean fait l'erreur de quitter la Normandie pour rentrer en Angleterre, en décembre 1203. Château-Gaillard tombe le 6 mars 1204.
Philippe Auguste peut alors envahir l'ensemble de la Normandie (à l'exception des îles de la Manche) : Falaise, Caen, Bayeux, puis Rouen qui capitule et dont le capitaine et gouverneur Pierre de Préaux signe l'acte de capitulation, après 40 jours de siège, le 24 juin 1204 en constatant que le secours de Jean n'arrive pas. Verneuil et Arques tombent immédiatement après et parachèvent le succès de Philippe, qui vient de prendre toute la Normandie continentale en deux ans de campagne. Philippe se tourne alors vers la vallée de la Loire, il prend d'abord Poitiers en août 1204, puis Loches et Chinon en 1205. Jean et Philippe conviennent finalement d'une trêve à Thouars, à compter du 13 octobre 1206. Pour Philippe Auguste, l'objectif est désormais de stabiliser ces conquêtes rapides.

#### La consolidation des conquêtes
Toute la période qui s'étale de 1206 à 1212 voit Philippe Auguste s'efforcer de consolider ses conquêtes territoriales. Le cas est particulièrement violent en Auvergne. Depuis les années 1190 les conflits entre le roi de France et le comte Guy II d'Auvergne sont récurrents. Le comte se déclare tantôt vassal des Plantagenêt tantôt indépendant et à la suite de la prise de l'abbaye royale de Mozac par les troupes du comte d'Auvergne, Philippe-Auguste saisit l'occasion et lance son armée à la conquête de l'Auvergne. La guerre dure entre deux et trois ans selon les sources mais se termine après le siège de Tournoël en décembre 1213,.
La domination capétienne est acceptée en Champagne, en Bretagne mais l'Auvergne, le comté de Boulogne et la Flandre posent problème. À la suite de la conquête de 1213, la population auvergnate prend mal cette annexion et de nombreux scribes auvergnats partisans du comte Guy II d'Auvergne vont réaliser des sirventès vengeurs. Parmi ces pamphlets contre le roi de France et ses vassaux ayant mené la guerre contre Guy se retrouvent ceux du XIIIe siècle cités dans le roman de Flamenca.
Renaud de Dammartin, comte de Boulogne, est une première source de préoccupation. Malgré les attentions de Philippe Auguste, qui marie notamment en 1210 son fils Philippe Hurepel à Mathilde, fille de Renaud, ce dernier négocie avec le camp ennemi, et les soupçons de Philippe prennent corps lorsque le comte entreprend de fortifier Mortain, en Normandie occidentale. En 1211, Philippe passe à l'offensive, il prend Mortain, Aumale et Dammartin. Renaud de Dammartin s'enfuit auprès du comte de Bar-le-Duc et ne constitue plus un danger immédiat.
En Flandre s'ouvre une période d'incertitude : Baudouin, comte de Flandre et de Hainaut, prend part à la quatrième croisade à partir de l'été 1202, participe à la prise de Constantinople et est élu empereur du nouvel empire latin fondé en mai 1204. Mais il est fait prisonnier par les Bulgares en 1205 et tué peu après. Philippe, frère de Baudouin et comte de Namur, qui assure la régence en Flandre, jure finalement fidélité à Philippe Auguste, contre l'avis de ses conseillers. Le roi, pour stabiliser le comté, marie la seule héritière de Baudouin, sa fille Jeanne, à Ferrand de Portugal, en 1211. Philippe pense pouvoir compter sur son nouveau vassal[réf. nécessaire].
Enfin, les affaires germaniques constituent un autre enjeu majeur. Après la mort de l'empereur Hohenstaufen, Henri VI, en 1197, un nouvel empereur doit en effet être désigné par le pape Innocent III. Deux candidats sont déclarés : d'une part, Otton de Brunswick, soutenu par son oncle Jean sans Terre et favori du pape Innocent III et, d'autre part, Philippe de Souabe, frère d'Henri VI, soutenu par Philippe Auguste et couronné roi de Germanie en 1205. Ce dernier est toutefois assassiné en juin 1208 : désormais sans rival, Otton est couronné empereur en octobre 1209. Innocent III regrette d'ailleurs vite son choix puisque le nouvel empereur exprime bientôt ses ambitions italiennes. Otton est excommunié en 1210, et Philippe Auguste négocie avec Frédéric II du Saint-Empire, le fils d'Henri VI, couronné roi de Germanie à Mayence en 1212 par Siegfried II von Eppstein, évêque de Mayence, un allié que Philippe Auguste espère bien opposer à l'ambition d'Otton.

#### Bouvines, l'apogée du règne

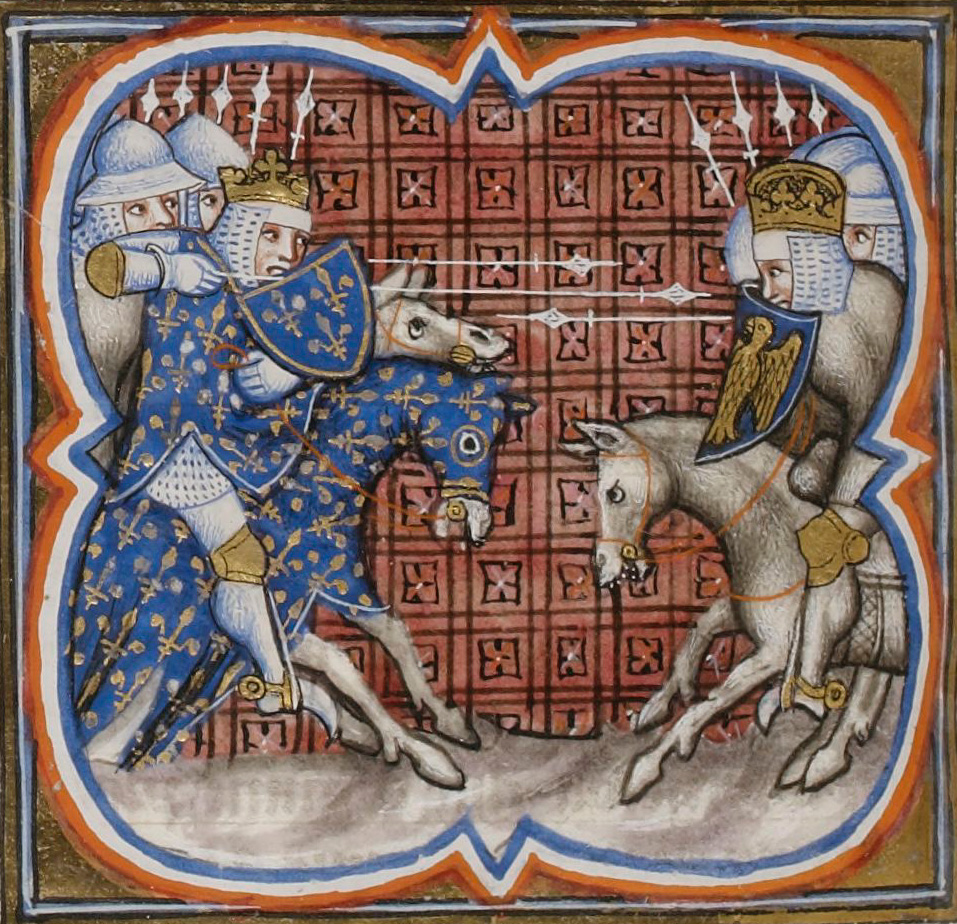
Bataille de Bouvines : Philippe face à Otton, Grandes Chroniques de France de (ca. 1370-1379), BnF, département des manuscrits.

L'incroyable réussite de Philippe Auguste amène bientôt ses rivaux à s'unir. L'opposition se cristallise en 1214 : on y compte naturellement Jean sans Terre et Otton de Brunswick. Renaud de Dammartin est le véritable artisan de la coalition : lui qui n'a plus rien à perdre se rend à Francfort pour trouver l'appui d'Otton, puis en Angleterre où il fait hommage à Jean, qui le rétablit officiellement dans ses possessions anglaises. Les hostilités entre Philippe et Jean reprennent immédiatement.
À la même époque, les premières opérations de la croisade contre les albigeois, menée par des barons, voient se quereller le comte de Toulouse et les croisés. Philippe Auguste remet cette question à plus tard et se concentre sur le danger anglais. Il réunit ses barons à Soissons le 8 avril 1213, charge son fils Louis de conduire l'expédition contre l'Angleterre et obtient le soutien de tous ses vassaux, sauf un : Ferrand, le comte de Flandre qu'il a lui-même installé deux ans plus tôt. Philippe cherche alors de nouveaux soutiens, notamment auprès de Henri de Brabant. Après une période d'hésitation, le pape Innocent III choisit par contre de soutenir Jean, un soutien moral mais non négligeable. Les préparatifs du conflit se prolongent : le projet initial de Philippe, qui souhaite envahir l'Angleterre, prend l'eau lorsque sa flotte est assaillie et en partie détruite par la coalition ennemie à Damme, en mai 1213. Les mois suivants voient Philippe et Louis s'acharner contre les comtés de Boulogne et de Flandre. Les villes du Nord sont presque toutes ravagées.

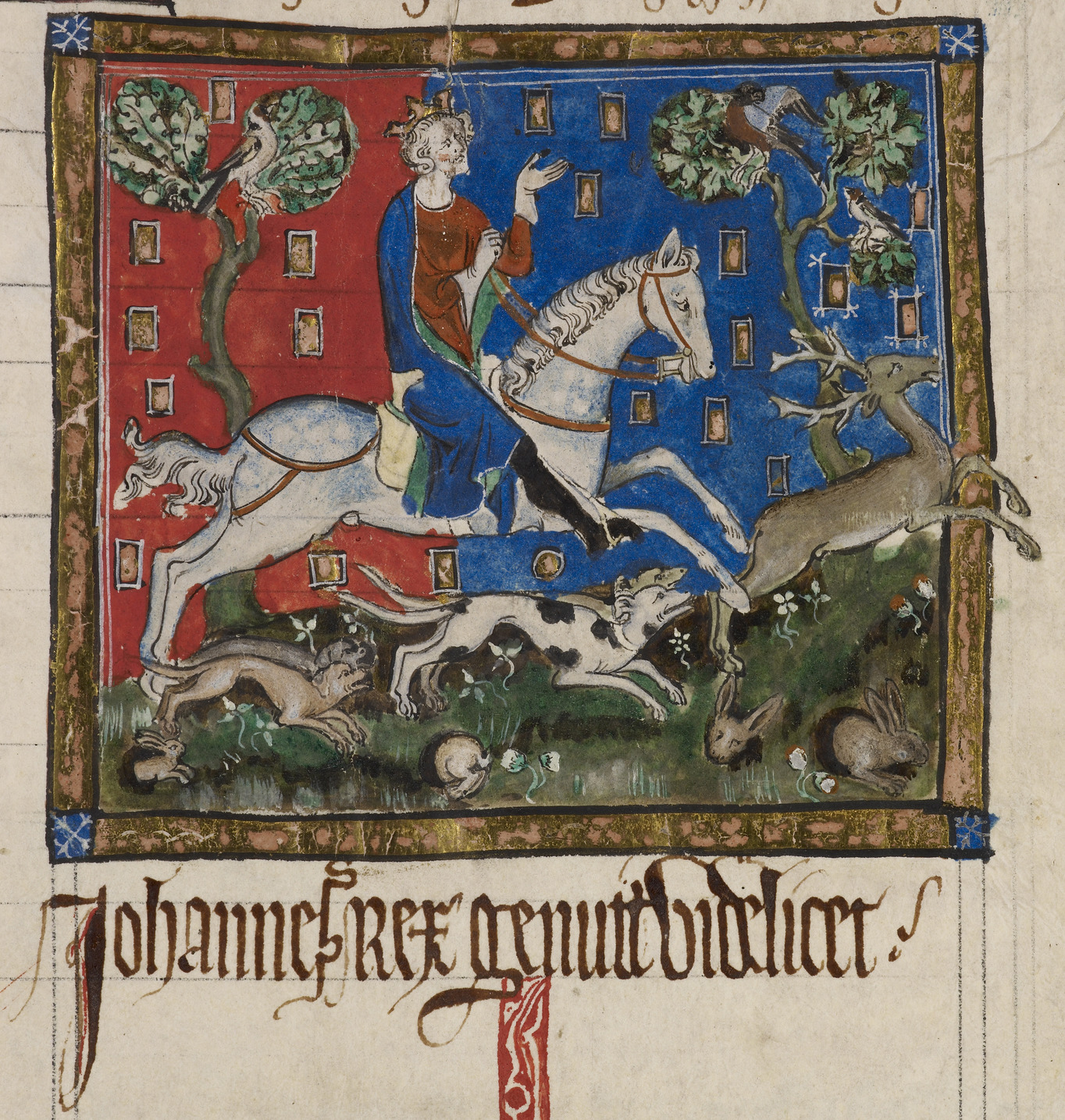
Jean sans Terre à la chasse aux cerfs, enluminure du XIVe siècle, British Library.

En février 1214, Jean sans Terre débarque enfin sur le continent, à La Rochelle, espérant prendre Philippe à revers. Une stratégie qui fonctionne d'abord, puisque Jean gagne des partisans parmi les barons du Limousin et dans le Poitou. En mai 1214, il remonte jusqu'à la vallée de la Loire et prend Angers. Philippe, toujours engagé en Flandre, confie alors à Louis la riposte contre Jean. Le jeune prince se tourne immédiatement vers la forteresse de La Roche-aux-Moines. À son approche, Jean est pris de panique : le soutien des barons poitevins vacille, tandis qu'on annonce que Louis est accompagné de 800 chevaliers. Le roi d'Angleterre fuit le 2 juillet, la déroute anglaise est totale. Mais la coalition n'a pas encore perdu : c'est au nord que tout doit se jouer.

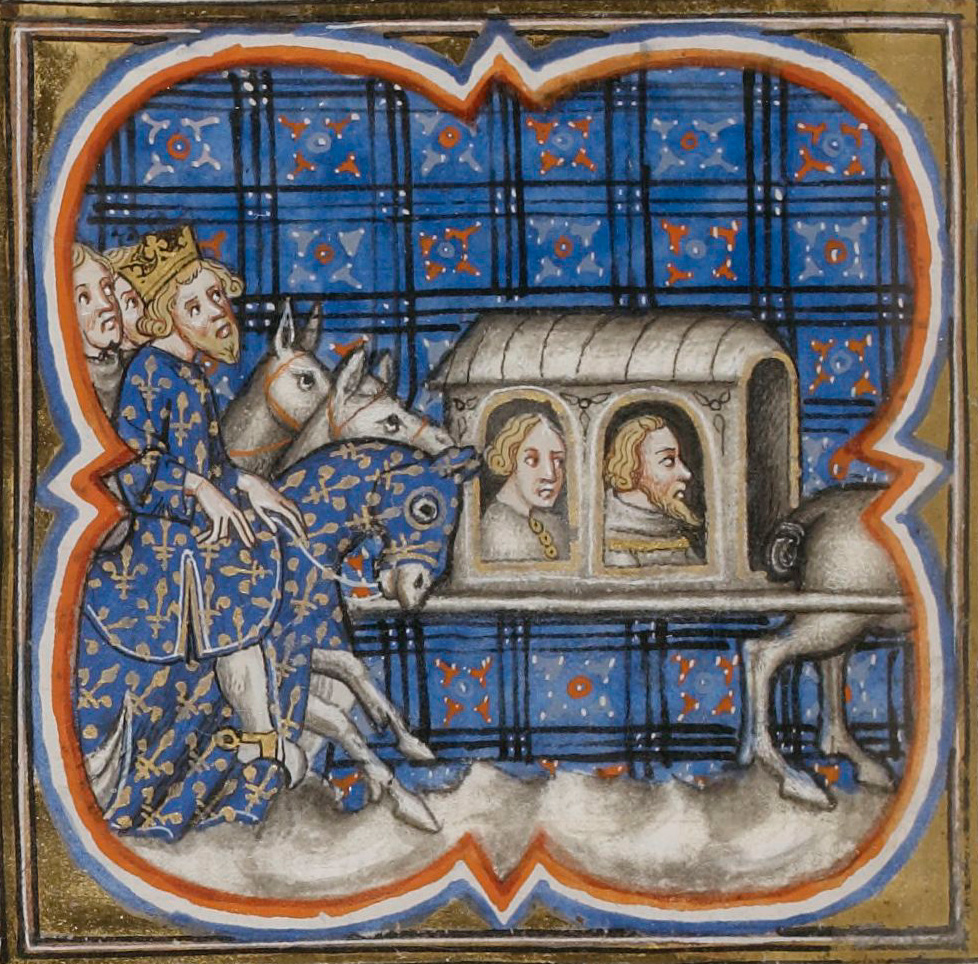
Philippe ramène Ferrand de Portugal et Renaud de Dammartin, tous deux faits prisonniers lors de la bataille de Bouvines, Grandes Chroniques de France de (ca. 1370-1379), BnF, département des manuscrits.

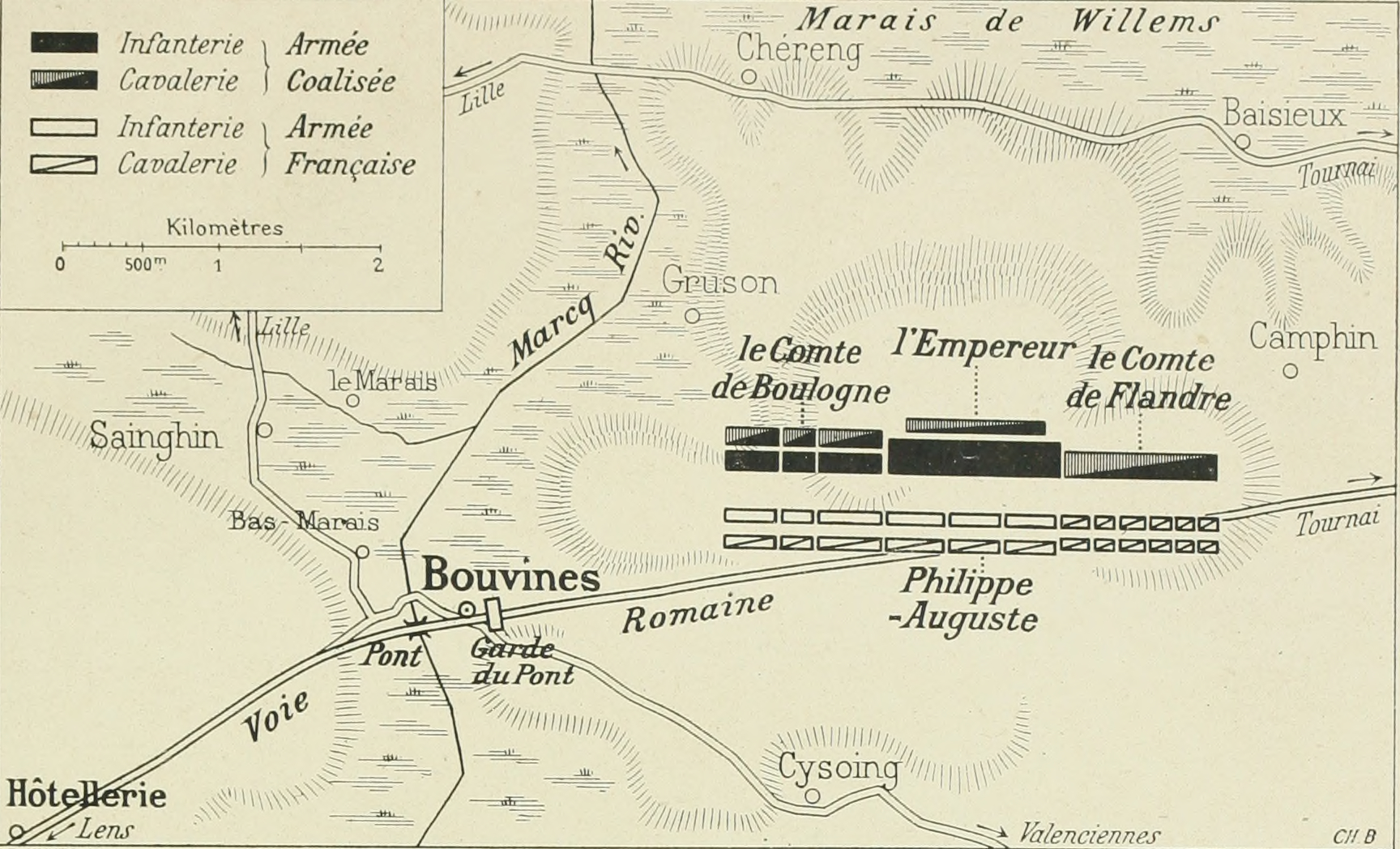
Plan de la bataille de Bouvines en juillet 1214.

L'affrontement final entre les armées de Philippe et la coalition, conduite par Otton, est désormais inévitable, après plusieurs semaines d'approche et d'évitement. Philippe entend couper ses ennemis des renforts en provenance d'Allemagne et tente de surprendre Otton par le nord-est. L'empereur a vent de la manœuvre et se déplace à Mortagne, à quelques lieues de l'armée royale. Philippe Auguste est conscient de son infériorité numérique, une partie importante de son armée se bat près d'Angers contre les Anglais (Elle vient d'ailleurs de remporter, le 2 juillet, la victoire de La Roche aux Moines, avec le fils du roi, le futur Louis VIII Le Lion à sa tête). Philippe, ayant observé le terrain lors de son avancée, fait mine de se replier sur Lille. Otton pense qu'il veut éviter la bataille, et ses armées coalisées pensent que l'ennemi fuit. L'armée française se dirige vers le pont sur la Marque, à Bouvines, le dimanche 27 juillet 1214, — pont que l'intendance franchit. Un dimanche, l'interdiction de combattre est absolue pour les chrétiens, mais Otton IV, excommunié en 1210, décide de passer à l'offensive, espérant surprendre l'ennemi sur ses arrières. Arrivée proche d'un étang sur sa droite et d'un bois sur sa gauche, un véritable entonnoir, l'armée française, après une pause, se retourne brusquement. Étang à gauche et bois à droite. On ne peut se battre ni dans l'un, ni dans l'autre. Elle se déploie en ligne, et sur cette ligne, l'infériorité numérique est effacée. Une perfection tactique. L'armée d'Otton, en effet, n'a plus l'espace nécessaire pour déployer ses effectifs, d'où un effet de surnombre. Entravée dans ses manœuvres, devenue bien trop nombreuse pour ne pas être obligée de se gêner puis de se piétiner, elle subit le retournement. L'aile droite française s'engage contre les chevaliers flamands, conduits par Ferrand. Puis, au centre, Philippe et Otton se font face. Dans la mêlée de cavalerie, Philippe est désarçonné, il chute, mais ses chevaliers le protègent, lui offrent un cheval frais, et le roi reprend l'assaut. Ceux des gens d'armes d'Otton qui ne voient pas et ne comprennent pas ce qui se passe en première ligne commencent à voir des fuyards se débander. Otton est sur le point d'être capturé, il s'enfuit sous un déguisement. Enfin, sur l'aile gauche, les partisans de Philippe viennent à bout de Renaud de Dammartin, capturé après une longue résistance. Le sort vient de basculer en faveur de Philippe, malgré l'infériorité numérique de ses troupes (1 300 chevaliers et 4 000 à 6 000 sergents à pieds, contre 1 300 à 1 500 chevaliers et 7 500 sergents à pieds pour la coalition). La victoire est totale : l'empereur est en fuite, les hommes de Philippe ont fait cent trente prisonniers, dont cinq comtes, notamment le traître honni, Renaud de Dammartin, et le comte de Flandre, Ferrand.
La coalition est dissoute dans la défaite. Le 18 septembre 1214, à Chinon, Philippe signe une trêve de statu quo pour cinq ans avec Jean qui continue de harceler ses positions au sud. Le roi anglais retourne en Angleterre en 1214, contraint par le pape Innocent III d'accepter le traité qui consacrait la perte de ses possessions au nord de la Loire. Par ce traité de Chinon, Jean sans Terre abandonne toutes ses possessions au nord de la Loire : le Berry et la Touraine, avec le Maine et l'Anjou, retournaient dans le domaine royal qui couvre désormais le tiers de la France, et, singulièrement agrandi, se trouve libéré de toutes les menaces. Il dut en outre payer 60 000 livres à Philippe. Il ne conservait que le duché d'Aquitaine.

### Après la victoire (1214-1223)

#### L'expédition anglaise de son fils Louis

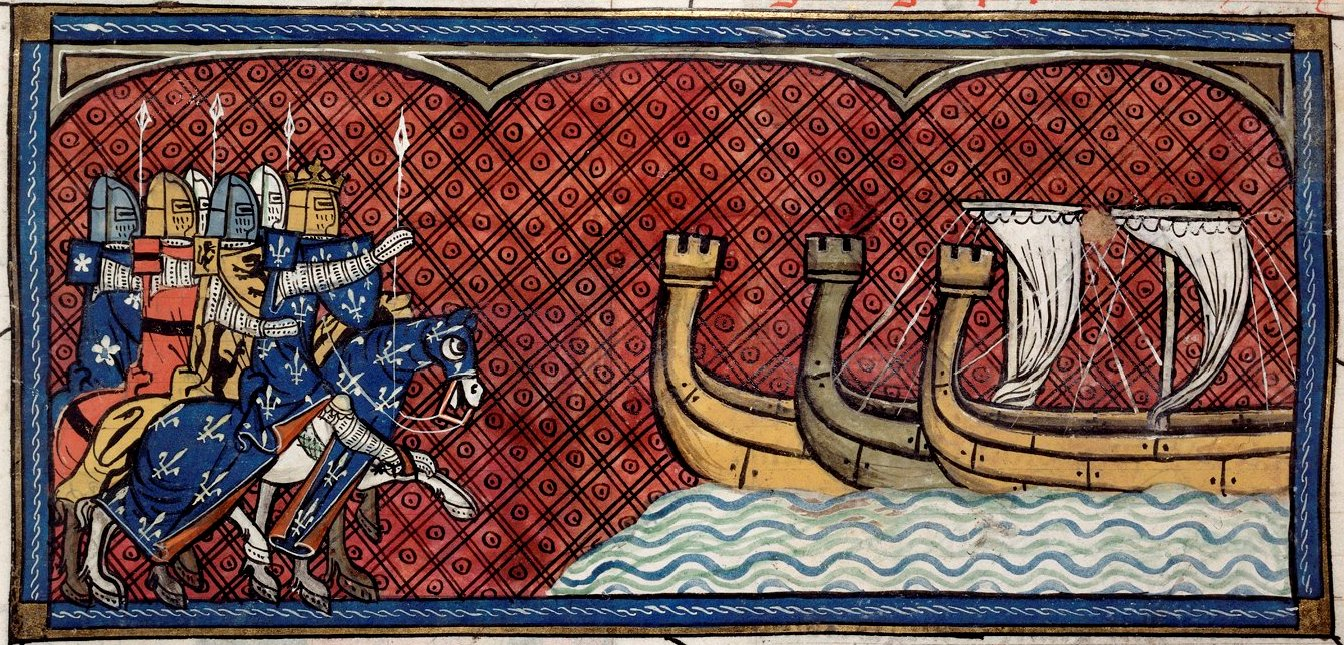
Philippe Auguste et sa flotte. Le prince Louis débarque d'abord avec succès en Angleterre, mais l'expédition échoue en 1217 avec les défaites de Lincoln et des Cinq-îles.

La victoire est totale sur le continent, et les ambitions royales ne s'arrêtent pas là. En effet, Philippe Auguste souhaite aller plus loin contre Jean d'Angleterre. Il fait ainsi valoir que Jean doit être privé du trône, rappelant sa trahison envers Richard en 1194, et le meurtre de son neveu Arthur. Faisant valoir une interprétation de la généalogie de son épouse Blanche de Castille, mais surtout parce que les barons, voulant écarter Jean sans Terre, lui avaient proposé la couronne, le fils de Philippe, Louis, conduit une expédition en Angleterre. Le débarquement a lieu en mai 1216, et Louis, à la tête de troupes nombreuses (1 200 chevaliers, plus de nombreux rebelles anglais), conquiert le royaume anglais, notamment Londres où il s'installe. Seuls Windsor, Lincoln et Douvres résistent. Mais malgré l'accueil chaleureux réservé à Louis par une majorité d'évêques anglais, le soutien du pape à Jean demeure ferme, et Louis est excommunié. Finalement, Jean meurt subitement d'une grave indigestion, le 19 octobre 1216. Les barons anglais — anciens alliés de Jean ou de Louis — font alors couronner Henri III, âgé de neuf ans. Innocent III vient aussi de mourir, mais son successeur Honorius III continue de défendre les loyalistes. Les évêques retirent bientôt leur soutien à Louis et les rebelles s'assagissent. Le prince revient chercher des appuis en France début 1217 et retourne en Angleterre. Il est battu sur terre par Guillaume le Maréchal à Lincoln, puis sur mer lorsque les renforts que lui envoie Blanche de Castille sont anéantis à la bataille des Cinq-Ports. Louis accepte de négocier la paix, celle-ci est conclue en septembre 1217 et son excommunication est levée.
L'attitude de Philippe Auguste quant à cette expédition est ambiguë. En tout cas, le roi ne la soutient pas officiellement. Blanche de Castille le convainc de payer pour lever une armée de secours, en menaçant de mettre ses deux fils en gage. Mais il est peu vraisemblable d'imaginer qu'il n'ait pas donné son assentiment à celle-ci, du moins à titre privé.

#### La croisade contre les Albigeois

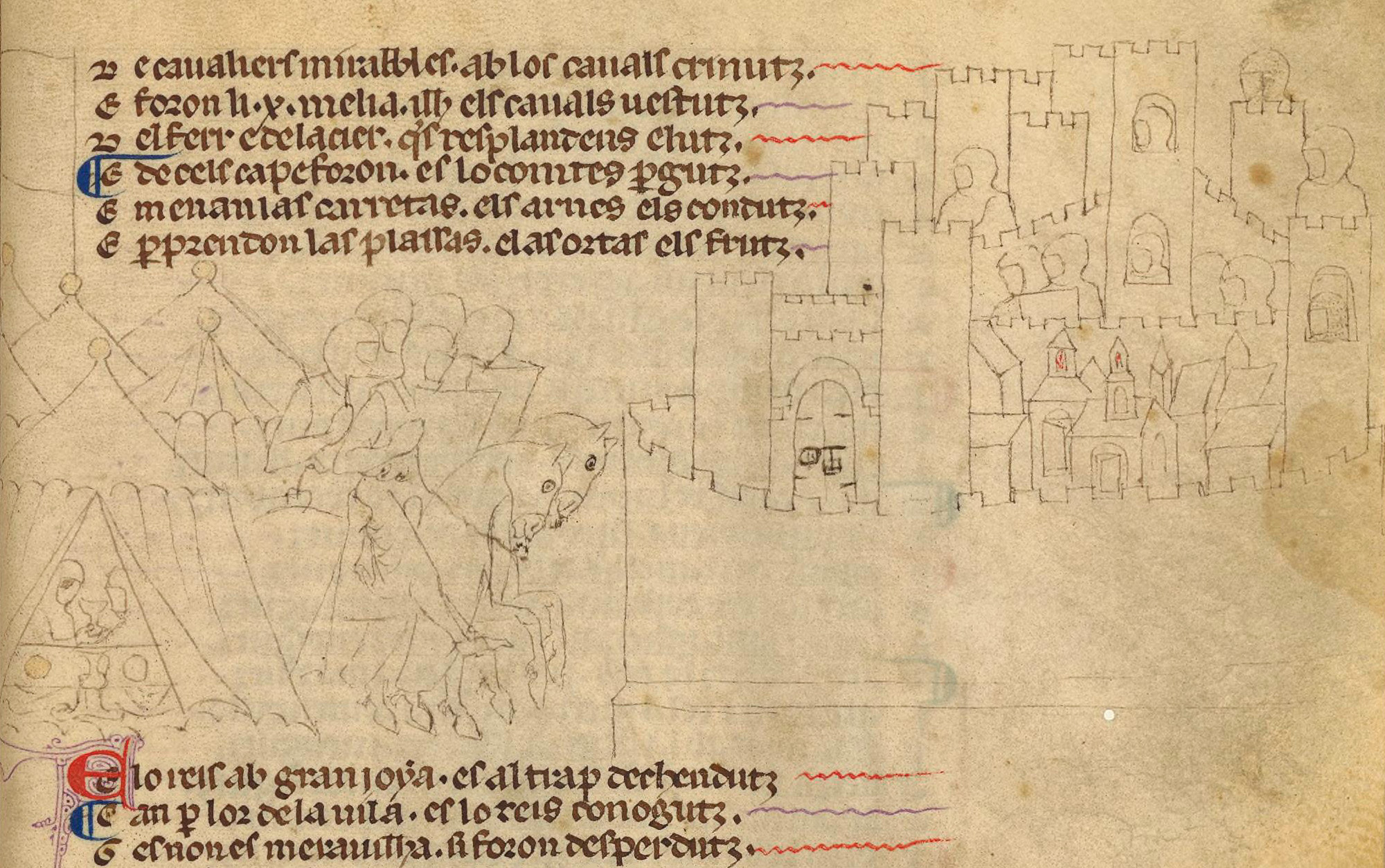
Prise de Marmande par le prince Louis, Chanson de la croisade des albigeois par Guilhem de Tudèle, début XIIIe siècle, Paris, BnF, département des manuscrits.

Déclenchée en 1208, la croisade contre les Albigeois a tourné à l'affrontement entre Simon IV de Montfort, qui conduit la croisade composée de barons du Nord, et Raymond VI, comte de Toulouse, qui soutient secrètement les hérétiques. Par ailleurs, Pierre II d'Aragon a des vues sur la région et encourage le camp du comte de Toulouse avant d'être lui-même défait et tué par Simon de Montfort à la bataille de Muret, en 1213.
Après la bataille de La Roche-aux-Moines, Louis part une première fois pour le Midi en avril 1215, et aide Simon de Montfort à consolider ses positions. Celui-ci devient finalement comte de Toulouse, avec l'accord du pape Honorius III et de Philippe Auguste, à qui il prête hommage. Mais la ville de Toulouse résiste, son siège dure, et Simon y meurt en avril 1218. Le pape désigne son fils Amaury de Montfort comme successeur et enjoint à Philippe Auguste d'envoyer une nouvelle expédition. Louis part en mai 1219, rejoint Amaury au siège de Marmande, dont les habitants sont massacrés. Après quarante jours d'ost, Louis rentre sans avoir pu prendre Toulouse. Une nouvelle expédition est envoyée par Philippe en 1221, sous les ordres de l'évêque de Bourges et du comte de la Marche, sans plus de succès[réf. nécessaire].
Cependant ces différentes expéditions sont de faible envergure. Malgré les appels réitérés de la papauté, Philippe se garde d'intervenir personnellement dans cette croisade intérieure ; face au pape, il rappelle surtout et avec constance ses droits de suzerain sur le Midi. Il n'autorise son fils à se croiser qu'en 1219.

#### La paix
Après Bouvines, les opérations militaires se déroulent en Angleterre ou dans le Midi de la France. Le domaine, et plus largement l'ensemble du Nord de la Loire, reste en paix, selon les termes de la trêve conclue à Chinon en 1215, originellement pour cinq ans, et prolongée en 1220 avec la garantie de Louis, une association qui marque le début de la transition de Philippe à son fils et héritier.

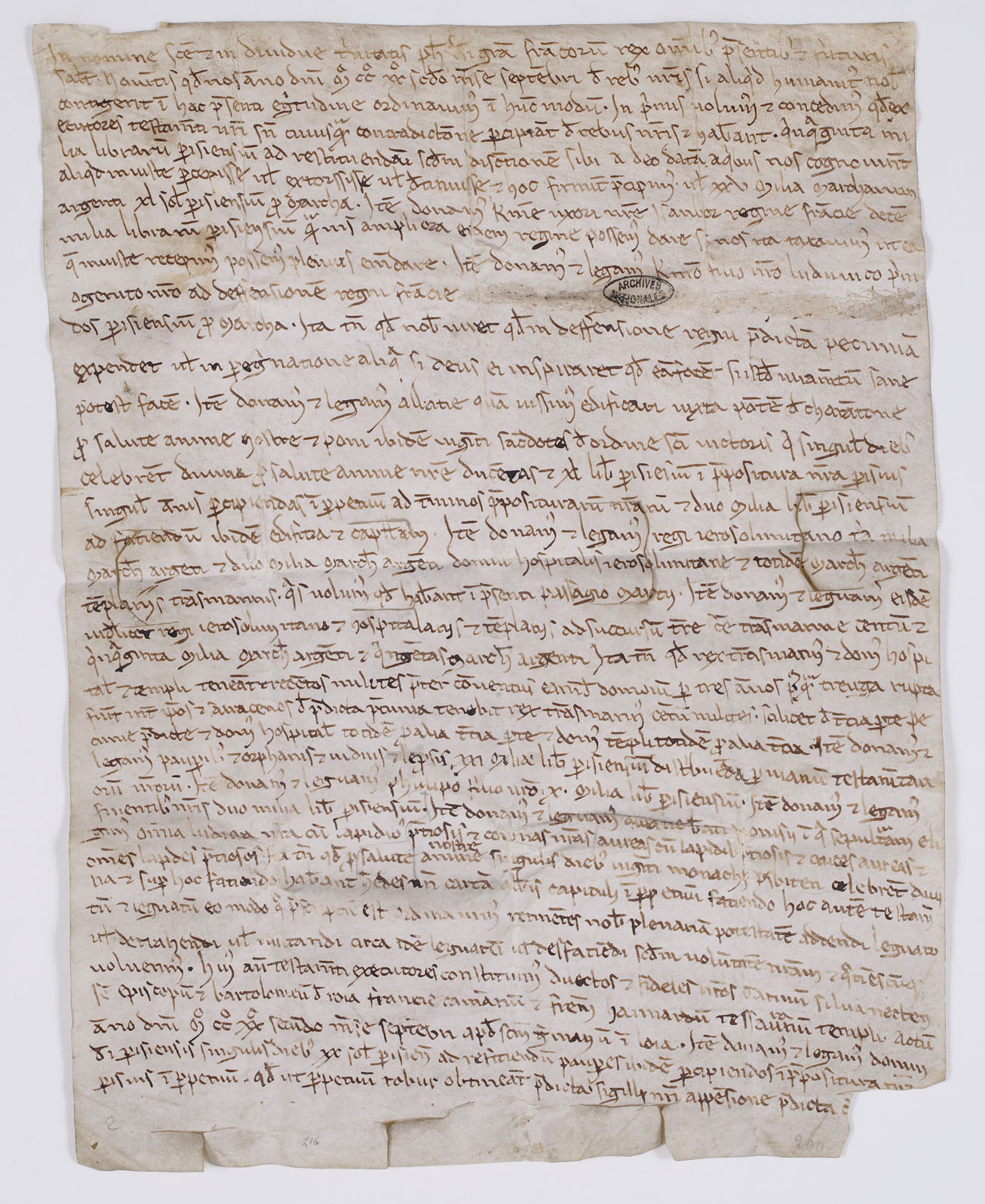
Testament de Philippe Auguste donné à Saint-Germain-en-Laye, septembre 1222. Paris, Archives nationales, AE/II /214.

Si les conquêtes par les armes cessent, Philippe étend néanmoins son influence en profitant des successions problématiques. C'est le cas en Champagne lors de l'accession de Thibaut IV, qui lui permet d'asseoir sa suzeraineté. C'est le cas surtout lorsque le roi récupère des terres, comme à Issoudun, Bully, Alençon, Clermont-en-Beauvaisis et Ponthieu.
La prospérité du royaume à la fin du règne de Philippe Auguste est établie. On estime l'excédent annuel du Trésor à 25 210 livres en novembre 1221. À cette date, le Trésor a dans ses caisses 157 036 livres, soit plus de 80 % du revenu annuel ordinaire global de la monarchie. Le testament de Philippe Auguste, rédigé en septembre 1222, confirme ces chiffres, puisque la somme de ses legs s'élève à 790 000 livres parisis, soit près de quatre ans de revenus. Ce testament est rédigé alors que la santé de Philippe fait craindre sa mort, qui survient dix mois plus tard.

#### Mort de Philippe Auguste
Alors qu'il se trouve à Pacy, Philippe décide d'assister à la réunion ecclésiastique organisée à Paris pour la préparation de nouvelles croisades, contre l'avis de ses médecins. Après plus de 40 années de règne, Philippe Auguste ne survit pas à la fatigue de ce dernier voyage et s'éteint le 14 juillet 1223, à Mantes, à l'âge de 57 ans. Son corps est amené à Paris, et ses funérailles sont rapidement organisées, à Saint-Denis, en présence des grands du Royaume. Pour la première fois, le corps du roi de France revêtu de tous les regalia est exposé à la vénération du peuple avant sa sépulture dans un rite solennel inspiré de celui des rois d'Angleterre. C'est donc le premier souverain français dont la mort ait été mise en scène, marquant symboliquement le dernier acte de souveraineté du monarque.

## Philippe Auguste et l'exercice du pouvoir: l'invention de la nation et de l'État

### Les conquêtes

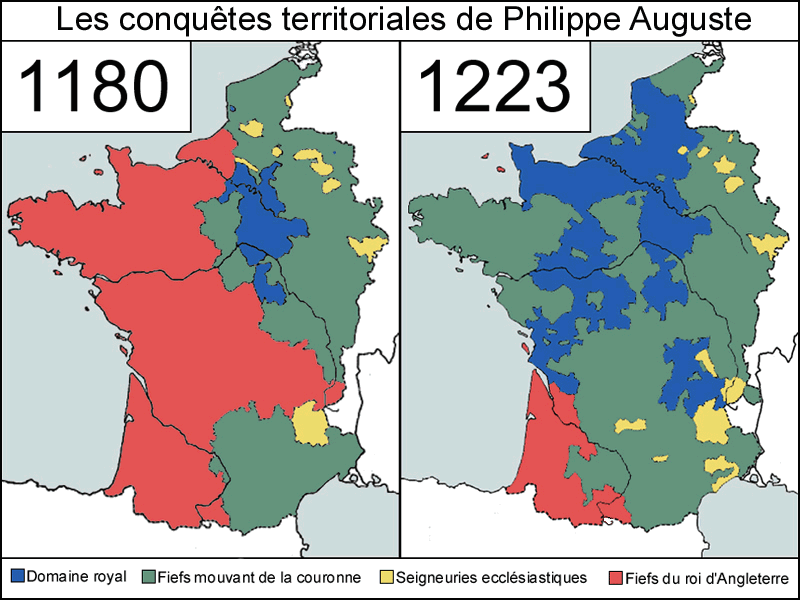
Conquêtes territoriales de Philippe Auguste (en bleu le domaine royal, en rouge les fiefs anglais, en jaune les fiefs ecclésiastiques et en vert les autres fiefs).

À sa mort, Philippe II laisse à son fils et successeur Louis VIII un domaine royal considérablement agrandi.
Le contraste est saisissant entre l'avènement de Philippe, sous une quasi-tutelle des barons, avec un domaine qui fait de lui le roi de l'Île-de-France plus que de la France, et la fin de son règne, avec un domaine agrandi, auxquels il faut ajouter de nombreux territoires soumis par hommage de leurs possesseurs. Le rival anglais est repoussé dans une Guyenne parcellaire, très loin de Paris. Ces conquêtes sont notamment permises par le développement important de l'ost royal qui compte en 1202 : en temps de paix 3 043 hommes (257 chevaliers, 2 000 sergents à pied et 267 à cheval, 133 arbalétriers à pied et 86 à cheval, 300 mercenaires) ; en temps de guerre, ce nombre s'accroît de 8 054 sergents.
Alors qu'à son avènement le pouvoir du roi sur ses suzerains est somme toute théorique, beaucoup de seigneurs du royaume ayant des domaines plus vastes et plus riches que le roi de France, la domination de ce dernier est surtout spirituelle. À la fin de son règne, la « réalité temporelle rejoignant la réalité spirituelle et symbolique, le Roi des Francs devint peu à peu le maître incontesté de son Royaume ». Ces gains territoriaux font de Philippe Auguste un roi rassembleur, dont l'œuvre est continuée par Louis VIII. Il faut attendre la guerre de Cent Ans pour assister à un recul important des possessions royales françaises.
Philippe sait aussi stabiliser ces conquêtes. Il parvient à raffermir le pouvoir royal dans ces nouvelles terres par de nouveaux modes d'administration du territoire, et par une politique de fortifications et de châteaux : il fait dresser leur inventaire et lance à ses frais des constructions dans le domaine et les fiefs. Les mottes castrales disparaissent, remplacées par des donjons en pierre que Philippe veut polygonaux ou cylindriques, pour une meilleure résistance aux engins de siège, et pour éviter les angles morts à la défense. De nombreuses tours sont ainsi construites. Vers la fin du règne, le plan évolue vers un donjon circulaire, surmontant une forteresse quadrangulaire avec des tours rondes à chaque coin, dont le château du Louvre est le meilleur exemple (voir infra)[Quoi ?].

### Les conseillers du roi

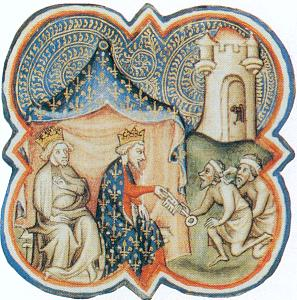
Reddition au siège de Saint-Jean-d'Acre (1189-1191).

Le roi Philippe forme une véritable équipe dirigeante, cohérente, capable, efficace. Il ne procède pas à son choix sur un coup de tête, ne revient pas sur ses décisions, possède cette qualité indispensable à un homme d'État de détecter les talents les plus utiles au royaume. Il éloigne les Grands, désigne des hommes de moins haute naissance et même un fils de petites gens, précisément celui qui est monté le plus haut, Guérin (chancelier de France). Celui-ci aurait-il éclipsé Philippe Auguste ? La question ne se pose que pour la fin du règne. Auparavant, et surtout pendant la dizaine d'années qui s'écoule après le retour de sa croisade, clôt le XIIe siècle et entame le suivant ; le roi commence à constituer son équipe, éprouve les qualités de ceux qu'il va décider de retenir mais conserve la fougue, l'ivresse du pouvoir et s'annonce comme le grand maître-d'œuvre des profondes réformes qui donnent un nouveau visage à son royaume.
C'est vers 1200 que commence la phase constructive et finalement triomphante du règne : avec la collaboration d'une équipe de conseillers - le chambrier Gauthier de Villebéon, le templier Frère Aymard,, le tout dévoué Barthélemy de Roye, Gauthier II de Nemours dit (Gautier le Jeune ou Le Maréchal), Henri Ier Clément dit (Le petit Maréchal) et surtout l'infatigable et omniprésent hospitalier frère Guérin -, le royaume est doté des structures administratives et financières qui lui faisaient tant défaut, tandis que l'initiative politique est constamment menée avec fermeté. On ne saurait trop insister sur l'œuvre réalisée par Guérin, dont on retrouve la main partout, récompensé seulement par l'évêché de Senlis et qui n'accédera qu'après la mort du roi à la charge de chancelier, restaurée pour lui. Jouissant pourtant de sa complète confiance, il fut durant un quart de siècle, et sans titre officiel, celui que Guillaume le Breton qualifie de « conseiller spécial » du roi, celui qui, dit-il, « traitait les affaires du royaume, comme le second après le roi »,.

### La révolution administrative: baillis, prévôts et sénéchaux
Pour échapper à la tendance au morcellement, qui est le défaut du système féodal, Philippe Auguste entreprend très tôt de mettre sur pied une nouvelle structure administrative lui permettant d'exercer directement son pouvoir sur le territoire. De 1190 à 1203, dans cette décennie que J.-W. Baldwin a qualifiée à juste titre de décisive, le roi Philippe procède à de grandes réformes. Il organise ce système à l'occasion de son départ en croisade, par une ordonnance-testament de 1190 réglant l'organisation du pouvoir en son absence. Il promeut les baillis, création d'origine anglo-normande dont le rôle, dans les territoires français, était mal défini. Il s'inspire aussi des réformes administratives qu'Henri II d'Angleterre a introduites en 1176 (comme en Flandre, qui se dote d'un corps similaire à la même époque).[réf. nécessaire] Il met en forme l'inventaire des fiefs dit Scripta de feodis, lancé par les Anglo-Normands dans leur duché, et l'étend au Vermandois et dans quelques châtellenies au sud de Paris. Cet inventaire recense les hommages des vassaux royaux, les services de garde de châteaux, la richesse immobilière des chevaliers et l'identité de leurs sous-vassaux.
Cette réforme s'achève aux alentours de 1200, quand l'appellation baillivi devient courante dans les actes royaux. Nommés par le roi, ils sont une douzaine qui parcourent son domaine au gré des besoins, afin de rendre la justice et, surtout dans la seconde moitié du règne, d'établir une comptabilité du royaume. À la différence du système féodal, les baillis n'ont pas d'attache géographique précise (cela évolue après Philippe Auguste). Leur activité n'est pas liée à la possession de terres, ils n'exercent pas de pouvoir en propre, mais représentent le roi. Ils sont rémunérés directement par le souverain et soumis à un contrôle strict, avec obligation de rendre des comptes trois fois l'an. Baldwin relève que leur salaire se situe entre dix sous et une livre, soit plus, par exemple, que les chevaliers mercenaires (dix sous) : indice à la fois de l'importance de leur statut et du prix de leur fidélité.
Les baillis sont assistés par les prévôts, autre institution au rôle flou jusqu'alors. Ceux-ci sont par contre rattachés à une zone précise, où ils jugent les affaires courantes (les baillis jugeant surtout en appel) et dressent des comptes locaux.
Dans certaines des régions conquises pendant le règne (Anjou, Maine, Touraine, Poitou, Saintonge), Philippe Auguste confie les fonctions administratives à des sénéchaux. Mais leur titre, auparavant héréditaire, devient non transmissible à partir de 1191, pour pallier le risque de les voir prendre localement une importance rivalisant avec le pouvoir royal, comme dans le système féodal ; les sénéchaux sont aussi souvent supprimés, notamment en Normandie dès l'annexion, pour être remplacés par des baillis.

### La naissance d'une idéologie royale

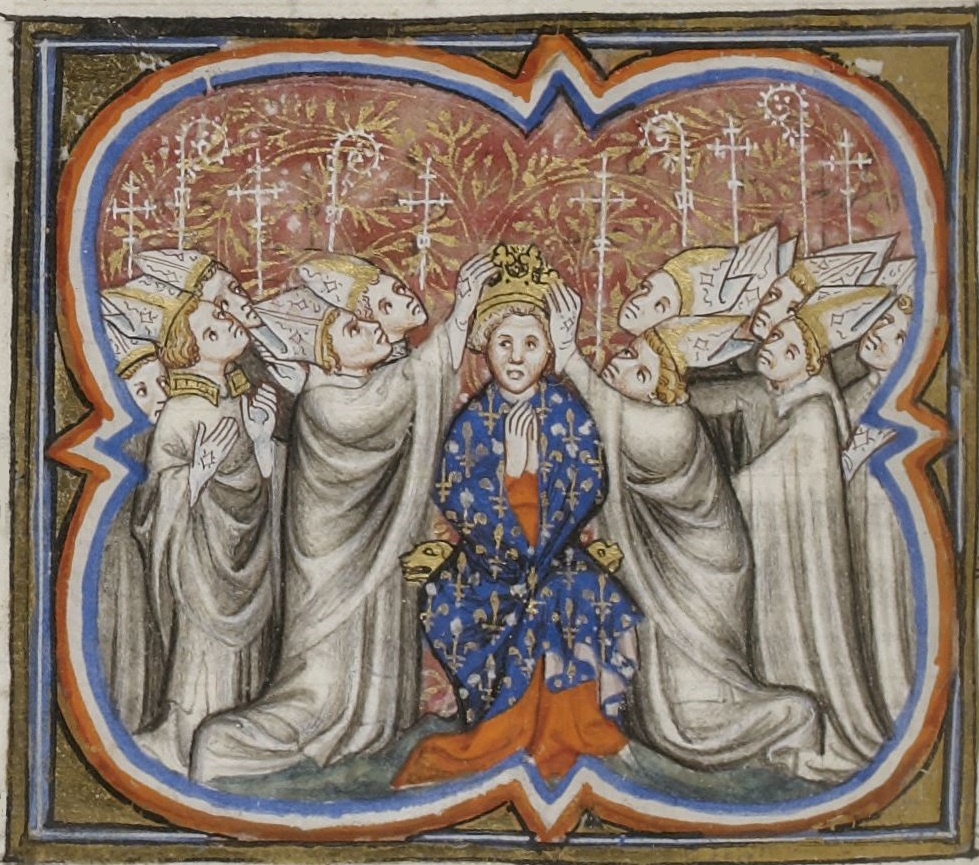
Le sacre de Philippe Auguste issu des Grandes Chroniques de France de, ca. 1370-1379. BnF.

Grâce à sa grande victoire de Bouvines, Philippe Auguste achève son règne dans un enthousiasme populaire important. Dans ce contexte, l'idéologie royale progresse, signe peut-être le plus manifeste de l'émergence d'un État sous le règne de Philippe.
On a beaucoup commenté l'utilisation croissante des termes Francia et rex Franciæ (roi de France) dans les textes contemporains, ceux des chroniqueurs du XIIe siècle comme des princes étrangers et de ses propres sujets. Selon Marie Thérèse Jones-Davies, la formule rex Franciæ remplace officiellement le titre de rex Francorum (roi des Francs) dès 1181, dans un acte où il est appelé Philippus Dei gratia Franciæ rex. Toutefois, nous ne disposons que d'une copie du XIIIe siècle de cet acte. Pour Bernard Guenée et Anne Lombard-Jourdan, on rencontre les expressions rex Franciæ à partir de 1190 et regnum Franciæ en 1205,. Pour Alain Derville, c'est au début du XIIIe siècle qu'apparaît l'expression rex Franciæ. D'autres progrès idéologiques sont évidents.
Surtout, la fin du règne voit se développer une véritable tentative de propagande royale, à travers les chroniques officielles. Déjà, à partir de 1186, Rigord, moine de Saint-Denis rédige une chronique en latin, dans la tradition de Suger, qu'il offre à Philippe en 1196. Ces Gesta Philippi Augusti sont ensuite complétées jusqu'en 1208. Cette œuvre n'est pas une commande du roi, mais elle n'en reste pas moins une chronique quasi officielle, à la gloire de Philippe (sauf quelques critiques touchant à l'affaire du mariage). C'est d'ailleurs Rigord qui, le premier, donne à Philippe le surnom d'Augustus, en référence au mois de sa naissance et à ses premières conquêtes qui l'élèvent, pour l'auteur, au rang des empereurs romains. Rigord se fonde en fait sur une interprétation très personnelle de l'étymologie d'Augustus, qu'il rattache au verbe augeo (augmenter, enrichir), en référence à l'agrandissement et à l'enrichissement du royaume par Philippe.
Philippe Auguste confie par la suite à un nouveau chroniqueur la tâche d'expurger la chronique de Rigord de ses passages critiques, et de la continuer. Guillaume le Breton, clerc et proche du souverain, s'acquitte de cette tâche. Il se voit ensuite confier la rédaction d'un véritable monument à la gloire du roi, à partir de 1214 : une chronique en vers, la Philippide, dans le style du poème épique, alors très en vogue (notamment depuis l'Alexandreis de Gautier de Châtillon, épopée à la gloire d'Alexandre). Plusieurs versions de la Philippide se suivent, la dernière étant achevée en 1224, un an après la mort du roi. Dans cette œuvre unique, Philippe est désormais représenté en héros, le vainqueur de Bouvines y est célébré dans toute sa majesté. L'évolution au fil du règne est importante, bien que les deux chroniques officielles restent des témoignages très isolés dans l'ensemble de la production littéraire du règne de Philippe Auguste.
La chronique de Rigord et sa continuation par Guillaume le Breton sont ensuite traduites par Primat pour les Grandes Chroniques de France. C'est dans cette forme, plutôt que dans celle de la Philippide, que l'image de Philippe passe à la postérité.
Enfin, on peut également noter la contribution de Gilles de Paris qui, dans son Karolinus, poème à la gloire de Charlemagne écrit à l'intention du roi Louis VIII, fait descendre Philippe et Louis VIII de Charlemagne, unissant donc les dynasties carolingienne et capétienne, et faisant de lui le premier vrai représentant d'un genus royal, à la base de l'idée de transmission de la royauté par le sang qui connaît après Philippe Auguste un essor important.
Contrairement à ses prédécesseurs, Philippe II n'a pas associé son fils au trône : à sa mort, le passage de la couronne à Louis VIII n'a pas fait l'objet d'un vote ni même d'une approbation de principe de la part des pairs du Royaume. On peut considérer que, d'une certaine façon, la couronne de France est devenue héréditaire ce 14 juillet.

### Le bienfaiteur de Paris

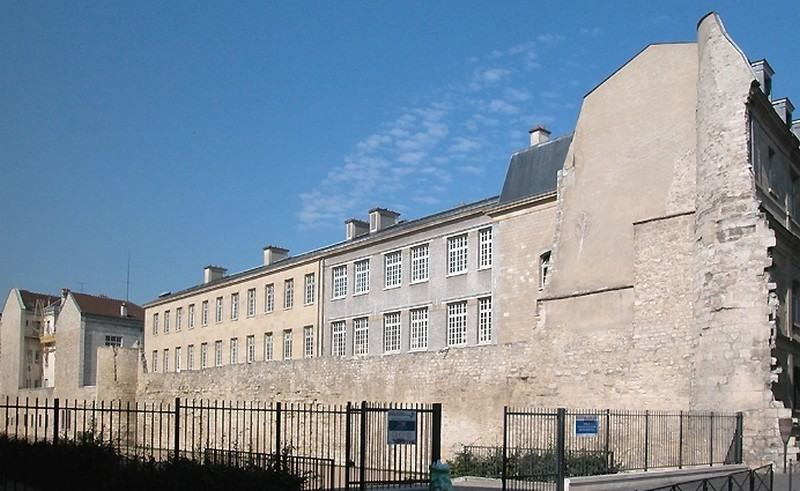
Vestige de l'enceinte de Philippe Auguste, dans le Marais (rue Charlemagne, quartier Saint-Gervais).

Le règne de Philippe Auguste est une période de vives améliorations pour Paris. Si la cour est encore itinérante, Paris acquiert cependant un statut particulier dont les différents travaux accomplis témoignent. Un grand pas est effectué sous Philippe dans l'invention de la capitale. Quelques faits à retenir :
- 1181 : Philippe Auguste transfère la foire Saint-Lazare (située dans les faubourgs du nord de la ville, près de la léproserie Saint-Lazare) au centre de Paris, à l'emplacement même des futures Halles[109]. Deux bâtiments couverts sont élevés pour assainir le nouveau marché en 1183. Très intéressé par le développement de ce marché central, Philippe réglemente lui-même sur le commerce des denrées essentielles (viande, pain et vin).
- 1186 : Philippe fait paver les rues principales de Paris[n 8].
- 1187 : le cimetière des Saints-Innocents est assaini, drainé, nivelé et muni d'un mur d'enceinte.
- 1190 : avant de partir à la croisade, Philippe fait commencer la construction d'un mur d'enceinte sur la rive droite.
- 1194 : après la perte des archives royales lors de la bataille de Fréteval et la récupération de celles-ci par Richard Cœur de Lion, Philippe les fait reconstituer. À partir de cette date, un exemplaire de ces archives restera en permanence à Paris.
- 1200 : charte royale créant l'université de Paris, un statut qui permet aux maîtres et écoliers parisiens de disposer d'une liberté et d'une sécurité importantes ; désormais, ceux-ci relèvent en particulier de la juridiction ecclésiastique. Ces privilèges permettent un essor rapide des écoles parisiennes.
- 1202 : achèvement de la construction de la tour neuve, à l'entrée ouest de la ville, et du château du Louvre.

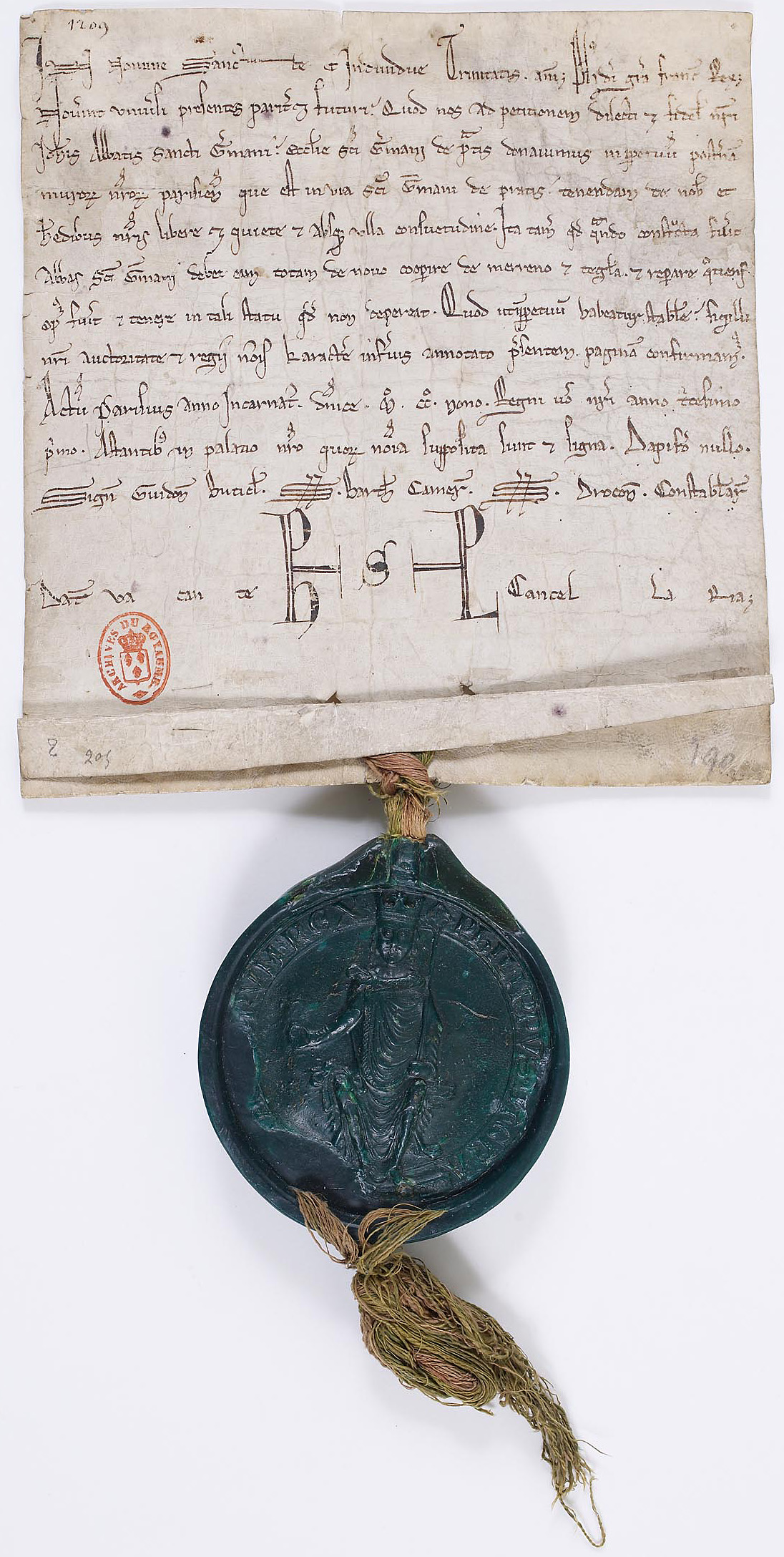
Donation à l'abbaye de Saint-Germain-des-Prés par Philippe II d'une poterne des murs de Paris, 1209, Archives nationales de France.

- 1209-1210 : travaux sur le Petit Châtelet, sur la rive gauche (nouvelles cheminées, portes, poternes, ajout d'une prison de trois étages).
- 1209-1212 : construction de la partie rive gauche de l'enceinte de Paris.

L'expansion de Paris ne se résume pas aux travaux menés par Philippe Auguste. C'est également sous son règne que sont créés l'hospice Sainte-Catherine (1185) et l'hôpital de la Trinité (1202). Les travaux de Notre-Dame de Paris, entamés en 1163, progressent aussi à bon rythme. En 1182, le chœur est achevé et le maître-autel est consacré le 19 mai. Puis, la façade ouest est décorée, la galerie des rois est achevée dans les années 1220, la grande rose est entamée dans la foulée, tandis que le parvis est agrandi à la même époque.
L'essor de Paris est confirmé par les estimations démographiques, qui estiment que la population parisienne passe en quelques années de 25 000 habitants[Quand ?] à 50 000 vers 1200, ce qui en fait la plus grande ville d'Europe, hors l'Italie,.

### Témoignages
En 1639, le bailli de Nogent-le-Rotrou écrivit sur son registre d'audience :

« Le roi Philippe Auguste deffendit les jeux de hazard, juremens et bordelz, chassa les Juifs de son Royaume, institua le premier les maires et les eschevins. Il fist paver la ville de Paris, bastir les Halles et le Louvre et clore de murailles le bois de Vincennes qu'il peupla de bestes sauvages. Il fist achever le bastiment de l'église Nostre-Dame, à Paris, de laquelle il n'y mit que les fondements à fleur de terre. »

— Archives départementales d'Eure-et-Loir-B 2600.

## Place dans la dynastie capétienne

### La mort du roi
Homme courageux et croyant, le roi Philippe affronte la mort avec lucidité. Quand elle s'annonce, en avait-il encore peur comme en 1191 ? Oui, si l'on en croit Payen Gastinel, chanoine de la Basilique Saint-Martin de Tours. Quand il ressent les premières atteintes de la maladie, il rédige au Château de Saint-Germain-en-Laye, en septembre 1222, un testament, le second en fait puisqu'il en avait déjà dicté un, l'Ordonnance-Testament de 1190 avant de partir outre-mer,.
On y distingue en effet quelques remords et le roi veut réparer. Il constitue un fonds de 50 000 livres parisis (ou 25 000 marcs d'argent à 40 sous parisis le marc) destiné à la restitution de ce qu'il avait confisqué, perçu ou retenu injustement. La somme prévue est d'ailleurs fort insuffisante puisqu'en réponse aux enquêtes de janvier 1247, les spoliés, leurs veuves ou leurs descendants réclament beaucoup plus. Philippe lègue ensuite 10 000 livres à sa « très chère épouse Ingeburge de Danemark ». Il reconnaît en 1222 qu'il aurait pu lui en attribuer davantage, mais il préfère laisser une très grosse somme d'argent afin de réparer ses abus envers ses sujets.

En nuances de vert, les États latins d'Orient au XIIe siècle.

Afin d'apaiser ses remords au sujet de la défense des États latins d'Orient et de réduire les conséquences de l'échec de la Cinquième croisade dont il était absent, il attribue à Jean de Brienne, roi de Jérusalem, aux Hospitaliers et aux Templiers 150 000 marcs d'argent, pour qu'ils équipent en permanence 300 chevaliers. Le roi n'oublie pas les pauvres, les orphelins et les lépreux. Il leur lègue 21 000 livres parisis. Enfin, avec 2 000 livres, il récompense une dernière fois ses serviteurs ; il donne 10 000 livres à son second fils, Philippe Hurepel de Clermont, qu'il a eu d'Agnès de Méranie et réserve à son fils aîné, Louis, une somme d'argent dont il ne fixe pas le montant à condition qu'il la dépense pour la protection du royaume ou pour « une pérégrination lointaine » si Dieu lui en donne l'inspiration.
Qui désigne-t-il comme exécuteurs testamentaires ? Les survivants de son équipe fidèle. Au-delà de la tombe, il fait confiance à Guérin (chancelier de France), évêque de Senlis, Barthélemy de Roye, chambrier, et Frère Aymard, trésorier du Temple. Tenace dans ses choix et ses amitiés, il donne ainsi le dernier témoignage de son affection et de sa reconnaissance envers ceux qui l'ont aidé à construire son royaume et son pouvoir.
Philippe rex Francorum peut attendre la mort. Il ne s'était pas vraiment remis de l'alerte de septembre 1222 où il avait souffert des premiers frissons d'une fièvre quarte. Malgré les assauts répétés de la maladie, il n'en poursuit pas moins son travail et ses chevauchées, mais il s'affaiblit peu à peu et, le 11 juillet 1223, son état empire alors qu'il résidait dans son château de Pacy-sur-Eure. Il recommande à son fils aîné la crainte de Dieu, la défense de l'Église, la justice envers son peuple et la protection des pauvres et des petits. Le 13 juillet, un léger mieux survient et lui permet de se diriger vers Paris où, depuis le 6 juillet, se tenait l'assemblée qui, sous la présidence du cardinal-légat Conrad d'Urach, s'occupait de l'affaire albigeoise. Une nouvelle et violente poussée de fièvre le contraint à s'arrêter à Mantes où il meurt, sans véritable agonie, le lendemain 14 juillet 1223, quelque trois semaines avant son cinquante-huitième anniversaire.

### Le tombeau de Philippe Auguste
Philippe II mourut sur la Seine, où il naviguait pour rejoindre Mantes, la ville où était enterrée sa troisième épouse Agnès de Méranie. Il fut inhumé en la basilique Saint-Denis près de Paris. Guillaume Le Breton, source assez fiable, affirme qu'« une pierre recouvrait son corps à côté de celui de Dagobert ». Le Roi aurait été enterré au sud du maître-autel. Pourtant, une chronique composée par un ecclésiastique bien informé de Saint-Martin de Tours, et qui va jusqu'aux années 1225-1227, nous dit que Philippe Auguste était enterré devant le maître-autel. Le corps du Roi aurait donc été déplacé.
Lors de la réorganisation de la nécropole, sa tombe fut de fait placée au centre, avec celle de son fils Louis VIII, afin de symboliser l'union des lignées mérovingienne (à droite) et capétienne (à gauche), selon l'idée émise à l'origine par Gilles de Paris (Philippe Auguste, descendant plusieurs fois de Charlemagne, ayant épousé en la personne d'Isabelle de Hainaut une descendante directe de Charles de Basse-Lotharingie, prétendant carolingien et rival d'Hugues Capet).
Le tombeau de Philippe Auguste fut cité dans plusieurs chroniques mentionnant sa beauté. Richer de Senones, qui écrit entre 1254 et 1260, est très impressionné par le « tombeau en argent doré avec de nombreuses images » de Philippe Auguste. Le Ménestrel de Reims (vers 1260) décrit ainsi ce tombeau : « ombe de fin or et d'argent où il est tresgeteiz comme rois ; et sont quarante-huit evesques en quatre costeiz de la tombe, enlevei et figurei comme esvesque, revestu si comme pour chanteir messe, les mitres en chiés et les croces es mains ».
Ce tombeau a été détruit, de même que ceux de Louis VIII et de Saint Louis, sous l'occupation anglaise entre 1420 et 1435. L'or et l'argent ont été fondus pour les besoins de la guerre en France menée par le roi Lancastre Henri VI et son oncle, le duc de Bedford. Après la fin de la guerre de Cent ans, il ne restait plus au sol que trois dalles marquant l'emplacement de ces somptueux sépulcres.

### L'image de Philippe Auguste

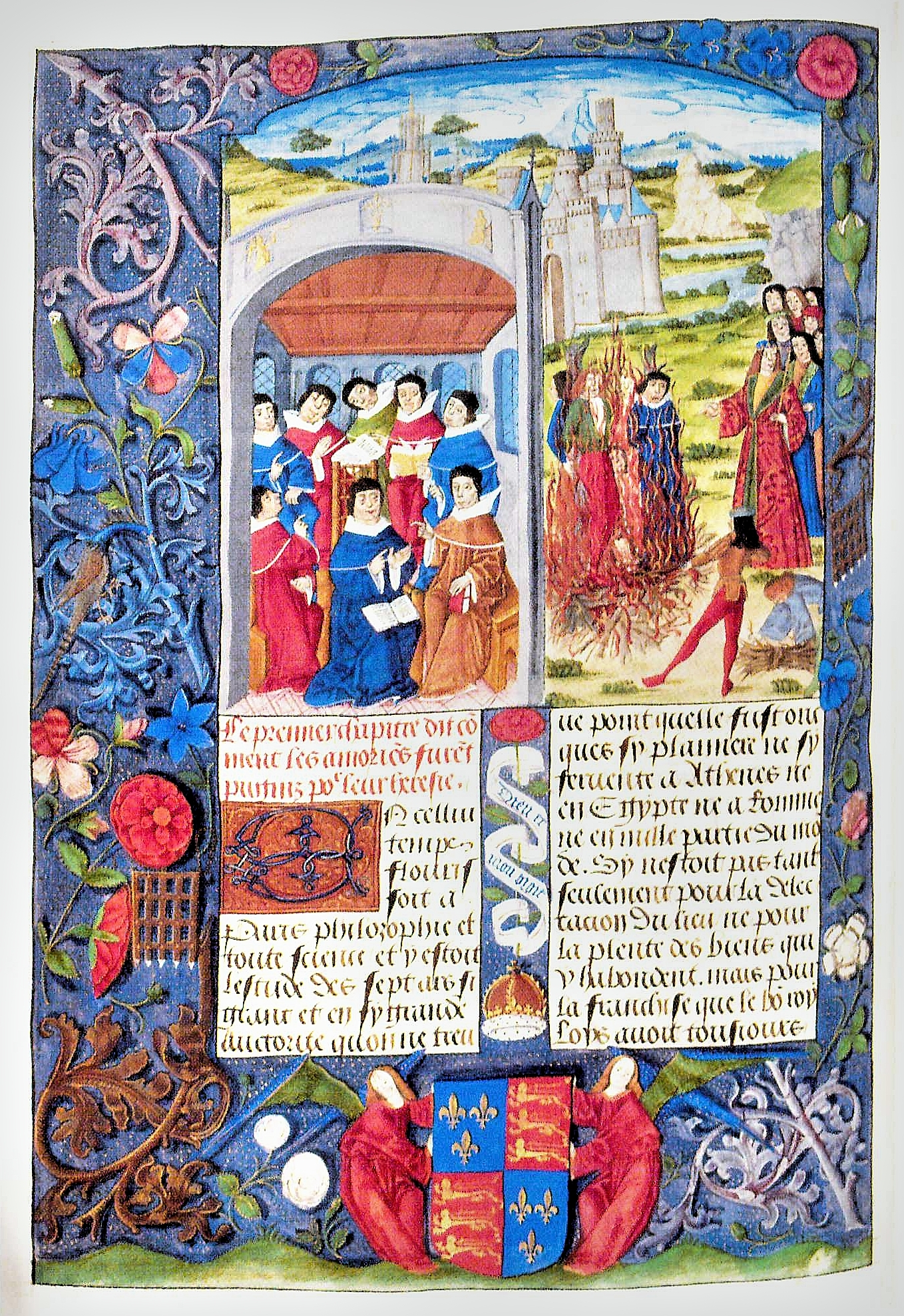
Bûcher des Amalriciens en présence de Philippe II, roi de France. Dans : Chroniques de France (1487), Londres, British Library, Royal 20 E. III, f. 177v.

Plus généralement, la figure de Philippe II, telle que célébrée par les chroniqueurs du temps, a été en grande partie occultée par la concurrence de Saint Louis, devenu — et pour longtemps — le modèle royal par excellence dès la fin du XIIIe siècle. Il n'en reste pas moins que la victoire de Bouvines reste parmi les éléments les plus essentiels de la mythologie nationale française, grâce aux Grandes Chroniques de France ou, bien plus tard, par les manuels scolaires de la IIIe République. L'église Saint-Pierre de Bouvines, bâtie en 1882, a d'ailleurs été pourvue entre 1887 et 1906, de vingt-et-un vitraux retraçant le déroulement de la bataille, des pièces aujourd'hui classées.
Les autres traces du règne de Philippe Auguste ont quant à elles disparu progressivement. L'enceinte de Philippe Auguste subsiste à l'état de vestiges qui parsèment Paris, le Louvre médiéval a été dégagé et intégré au musée dans les années 1990. Enfin, toujours à Paris, une avenue et une station de métro continuent de commémorer le vainqueur de Bouvines.
La personnalité de Philippe II reste contrastée et énigmatique. Il n'a pas été inféodé ni soumis aux événements qu'il a pourtant souvent lui-même suscités. Il n'a jamais capitulé, et quand il a enduré du fait de ses propres erreurs, il a été capable de réparer pour le bien du Royaume.
Pour se libérer de la tutelle de sa mère et du clan champenois, il se marie alors qu'il est lui-même mineur avec une héritière non pubère qui lui amène dans sa corbeille une dot considérable, l'Artois. Soucieux de sa descendance, d'un tempérament très affirmé mais brouillon, il décide de se séparer d'Isabelle de Hainaut qui ne lui a pas donné d'enfant. Puis, il se ravise comprenant qu'il va commettre l'irréparable comme son père Louis VII le Jeune qui a perdu l'Aquitaine pour avoir laissé partir la duchesse Aliénor. Il se rabiboche avec sa jeune épouse et garde l'Artois, en plus d'un héritier.
Philippe II poursuit un but unique : l'accroissement du Royaume et de ses possessions. Il cherchera toute sa vie à récupérer l'Aquitaine et l'Anjou en jouant pour cela le ferment de la division entre Henri II et ses fils, jusqu'à l'achèvement complet de ses objectifs après Bouvines. D'autre part, il est un suzerain loyal et honnête qui n'use pas de sa puissance pour conquérir par les armes. Ainsi, il défend l'héritage artésien de son fils Louis VIII le Lion et même il cherche à accroître le Comté d'Artois en rachetant des parcelles et en désintéressant les châtelains.
Philippe II reste marqué par ce qu'il estime être une dépossession territoriale qui réduit le royaume de France au compromis permanent avec des barons plus puissants et plus riches que le roi de France. À l'instar d'un bourgeois ou d'un hobereau, il fait grossir son capital en achetant des terres, contraint les serfs à payer leur affranchissement. Philippe II est l'initiateur de l'état français, pour autant le trésor du royaume est sa fortune personnelle dont il dispose à son gré. Ainsi, dans son testament il répartit la moitié du trésor à des œuvres caritatives de son choix et laisse l'autre moitié à son fils pour qu'il en dispose dans la gestion de l'État.

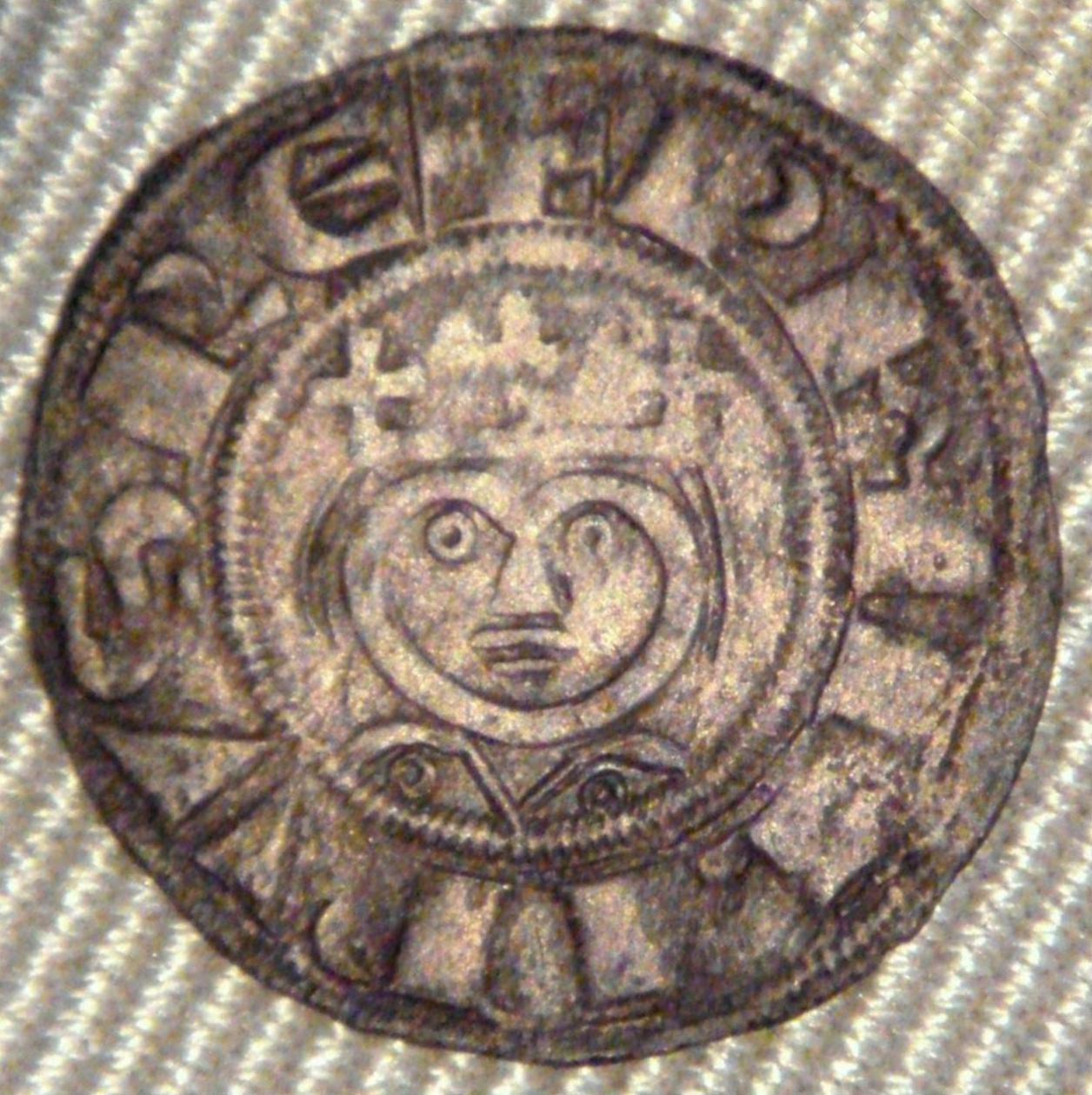
Denier de Philippe II, Laon, 1180-1201.

Ingeburge de Danemark fut une épine dans son talon. Il ne l'aimait pas, il chercha à s'en débarrasser le plus rapidement possible, ce fut sa plus grande erreur car elle tint bon jusqu'au bout dans ses réclamations. Par son refus du divorce, son refus d'entrer en religion, son refus de retourner au Danemark, elle l'empêcha de vivre auprès d'Agnès de Méranie dont il eut des enfants considérés comme illégitimes.
À cet égard, on peut observer qu'il se conduisit envers Ingeburge de Danemark de la même façon qu'il s'était conduit avec Isabelle de Hainaut, avec mépris et arrogance. Isabelle de Hainaut avait su lui tenir tête, elle s'était positionnée en victime n'hésitant pas à mettre le peuple de son côté. C'est sans doute ce qu'a voulu éviter Philippe II en enfermant immédiatement Ingeburge à Étampes, en ne lui laissant pas le temps d'organiser auprès du peuple sa défense. Son rôle de victime serait apparu clairement, il aurait été contraint de la reprendre près de lui comme il l'avait fait avec Isabelle de Hainaut. Or, il ne voulait plus Ingeburge pour épouse et ne voulait pas cette fois se voir contraint à reprendre une épouse dont il ne voulait plus et qui cette fois ne lui rapportait aucune terre. C'est sans doute là qu'Ingeburge a joué de malheur. Ne rapportant qu'une dot assez faible pour un roi de France, et aucune terre, elle n'avait aucun moyen de pression dont elle aurait pu user pour obliger Philippe II à la respecter.

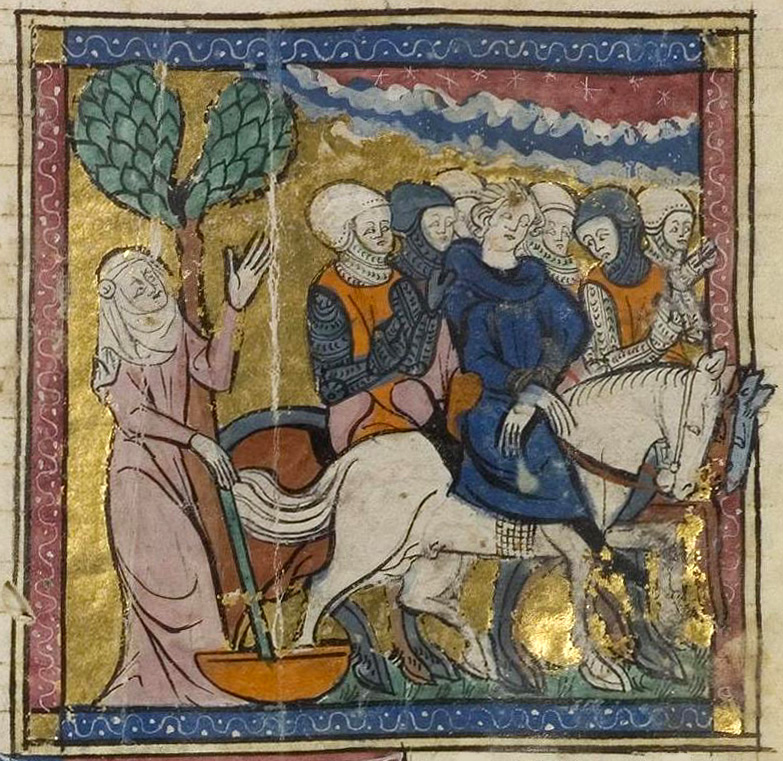
Vaincu à Bouvines, Ferrand est fait prisonnier. Enluminure des Grandes Chroniques de France, vers 1330. Bibliothèque municipale de Chartres, BM 0003, fo 288.

Comme quelques historiens l'ont avancé, le rejet d'Ingeburge pourrait s'expliquer par le fait que ce mariage ne lui rapportait pas tant qu'il l'avait espéré, une alliance notamment pour battre les Plantagenêt. Il n'est pas exclu qu'il ait estimé avoir été filouté sur les termes d'un contrat non écrit entre le Danemark et la France. Toutefois, il faut observer que Valdemar II de Danemark, le frère d'Ingeburge, intercédera sans relâche auprès de la France pour faire libérer sa sœur, et ira même plaider sa cause auprès du Pape, en vain. Secundo, Valdemar II de Danemark épouse en 1214, après la bataille de Bouvines et après la libération de sa sœur Ingeburge, Bérengère de Portugal, sœur de Ferrand de Portugal qui avait rejoint la coalition contre Philippe II à Bouvines. Ce mariage est intéressant car il se conclut à un moment où Ferrand de Flandre est captif dans les geôles du Louvre.
Ingeburge de Danemark n'a été reine de France qu'en titre puisqu'elle n'a jamais exercé et à aucun moment, les fonctions de reine ou de régente. On peut voir le mariage de son frère Valdemar avec la sœur du prisonnier Ferrand de Flandre soit comme un remerciement tacite de la France pour la neutralité du Danemark à la bataille de Bouvines, soit comme une ultime provocation de la part du souverain danois, quoi qu'il en soit la conclusion d'un long épisode de gel diplomatique.

## Utilisation des mercenaires
À partir de la deuxième moitié du XIIe siècle, les mercenaires sont presque toujours présents dans les armées royales. Ils sont considérés comme les précurseurs de l'armée de métier. Philippe Auguste utilise les mercenaires après ses rivaux Plantagenêt. Mais il réussit par deux fois à retourner les troupes de routiers de ceux-ci. Aux alentours de 1194, il récupéra Lambert Cadoc, un Gallois recruté par Richard Cœur de Lion. Cadoc lui restera fidèle durant 20 ans. Ensuite, au printemps 1204, en guerre contre le roi Jean sans Terre, Philippe Auguste négocie le ralliement de Lupicaire et de sa troupe,,.

## Dans les arts

### Miniature
- Miniatures et manuscrits

Œuvres
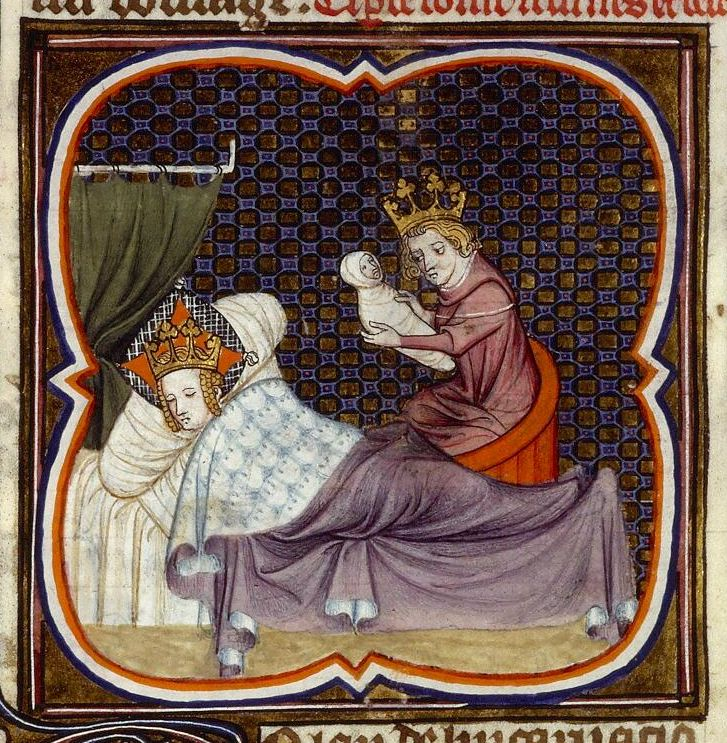
Naissance de Philippe Auguste (Grandes Chroniques de France, XIVe siècle).
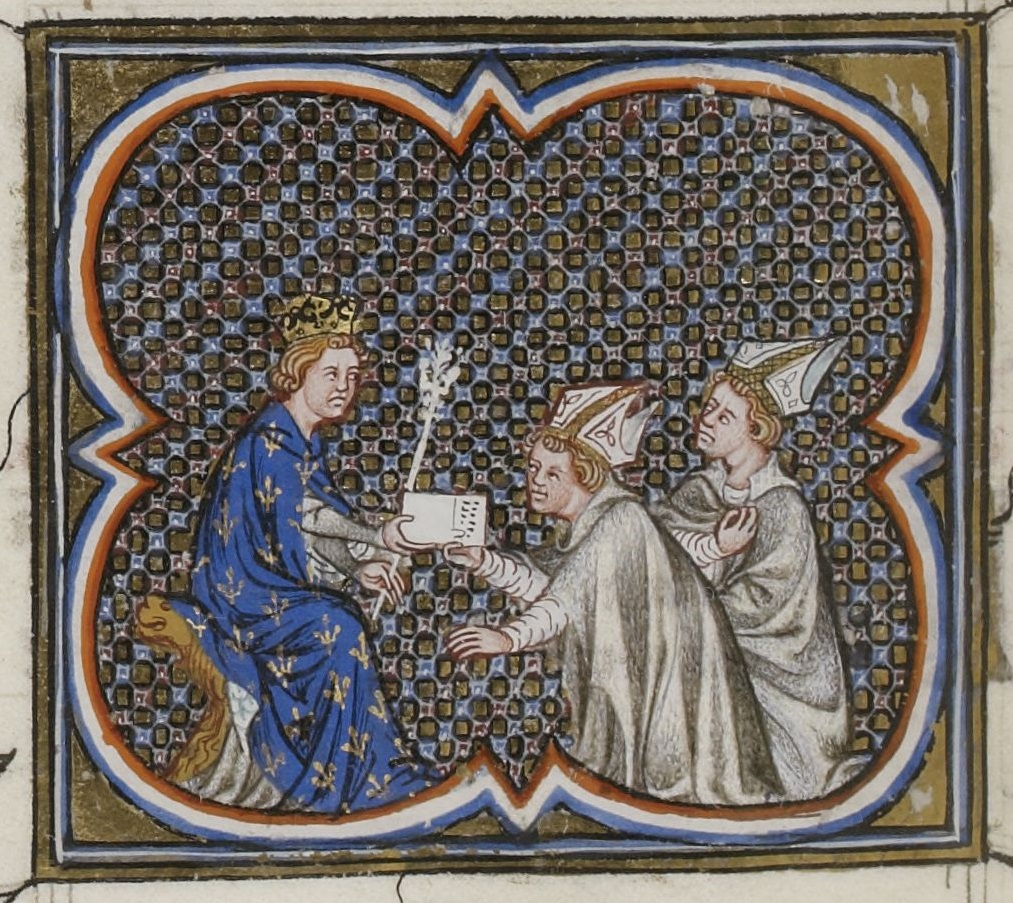
Philippe Auguste recevant des messagers du pape l'appelant à la croisade (Grandes Chroniques de France de Charles V, XIVe siècle).
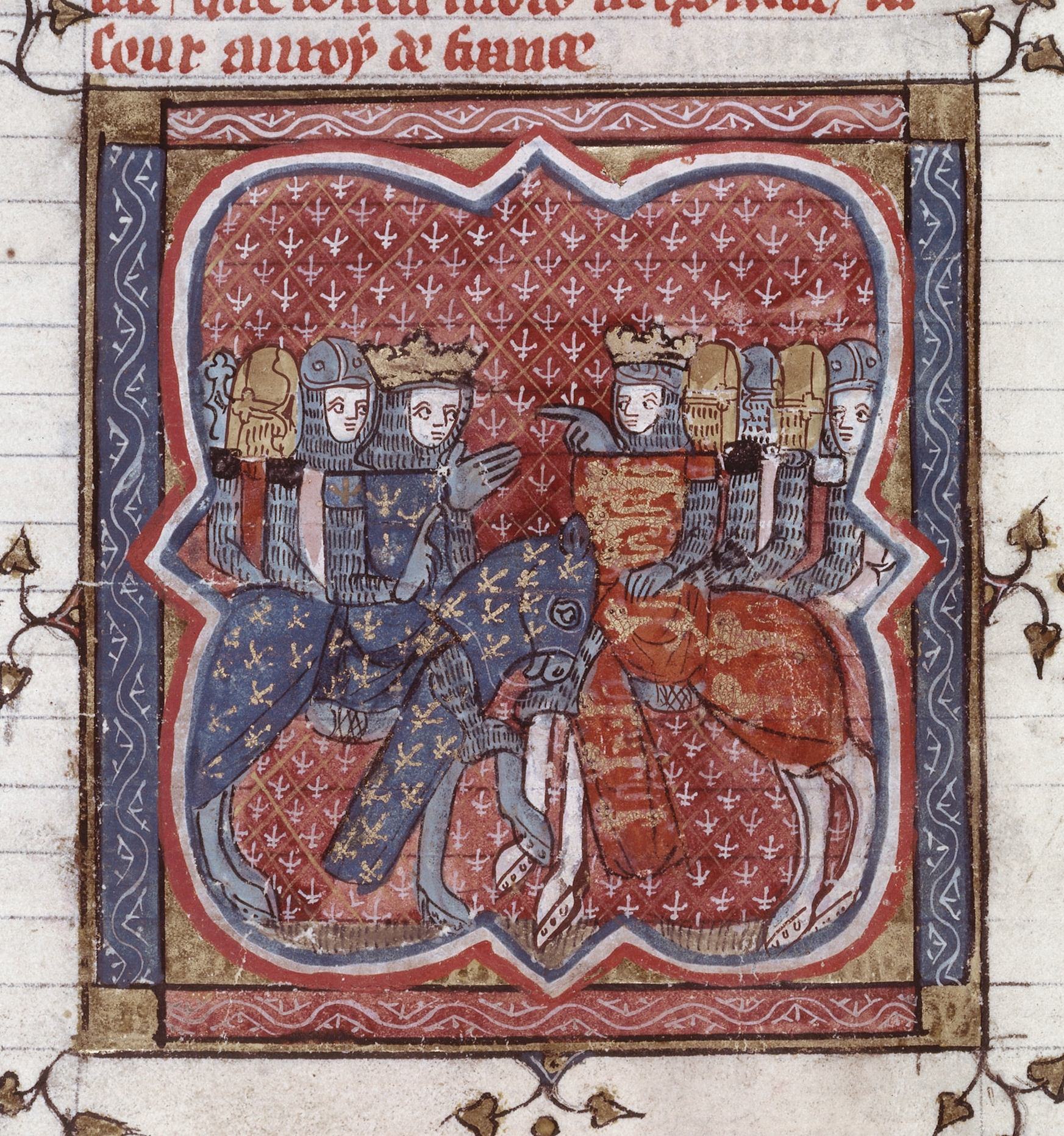
Philippe et Richard à la croisade (Guillaume de Tyr, XIVe siècle).
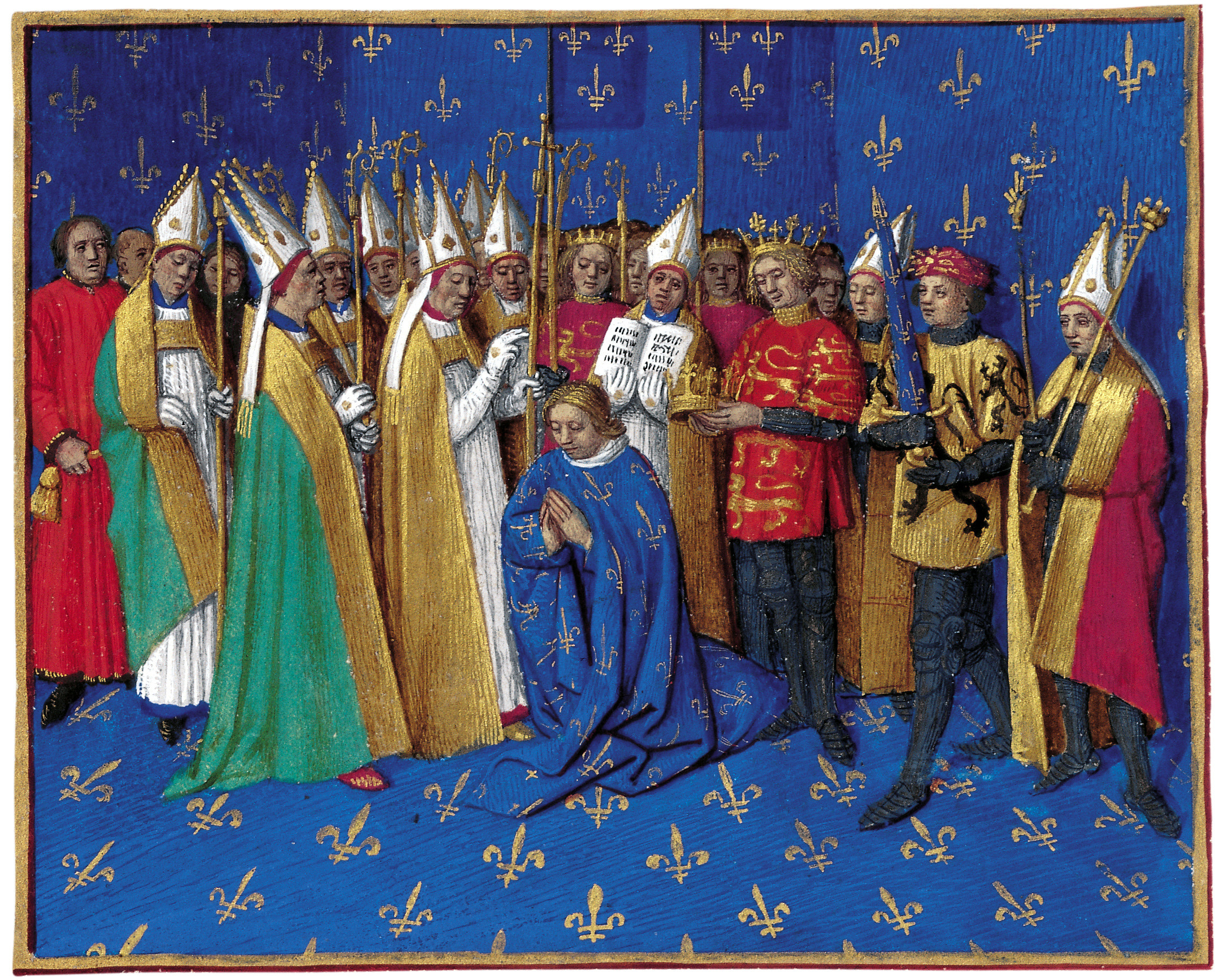
Couronnement de Philippe Auguste (Grandes Chroniques de France (Jean Fouquet), XVe siècle).
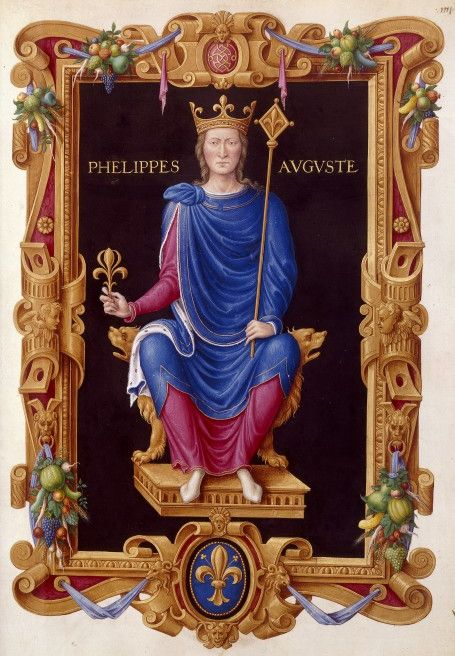
Philippe Auguste (Recueil des rois de France de Jean du Tillet, vers 1550).
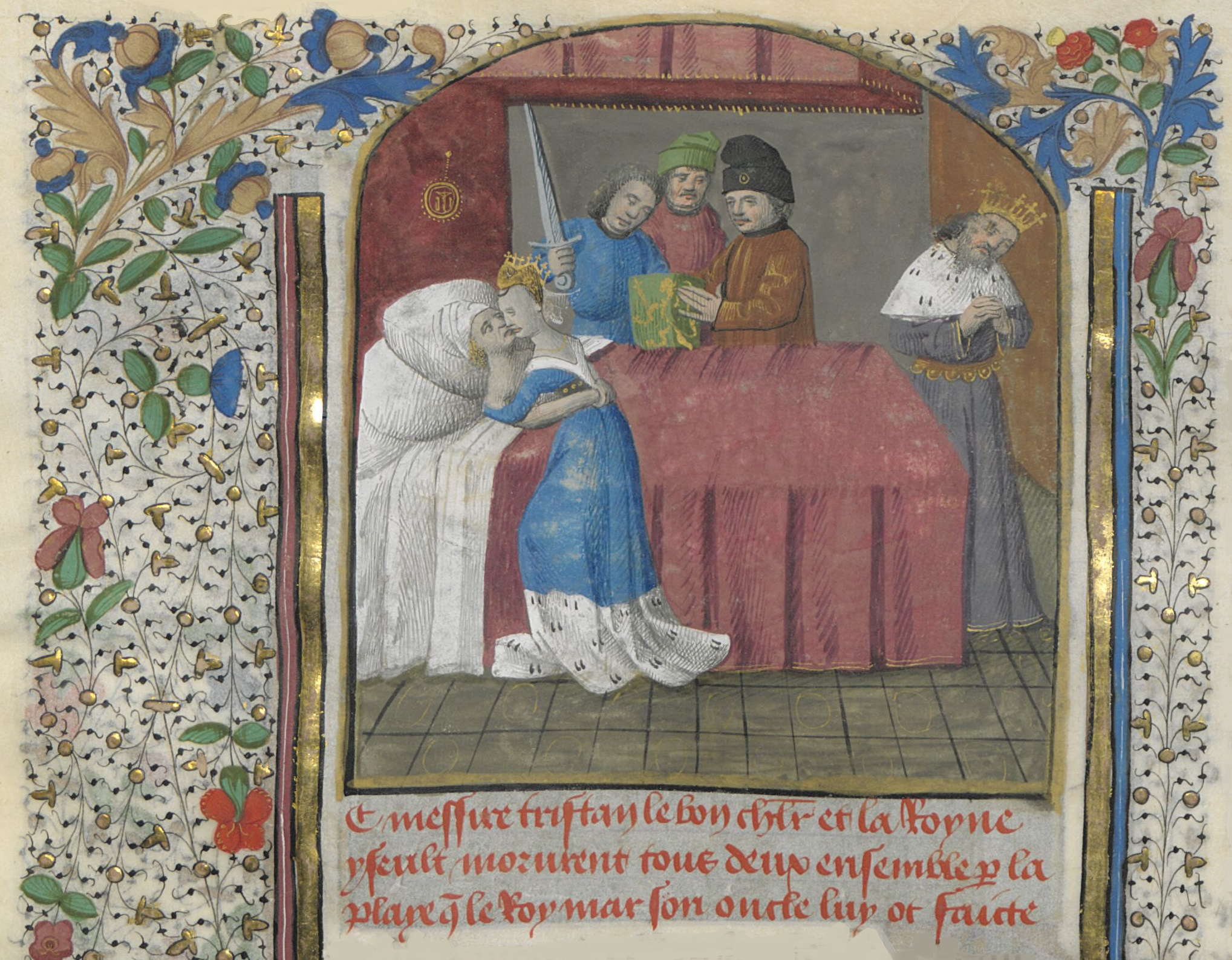
Tristan de Léonois, XVe siècle, BnF, manuscrit Français 116, enluminure du folio 676 verso.
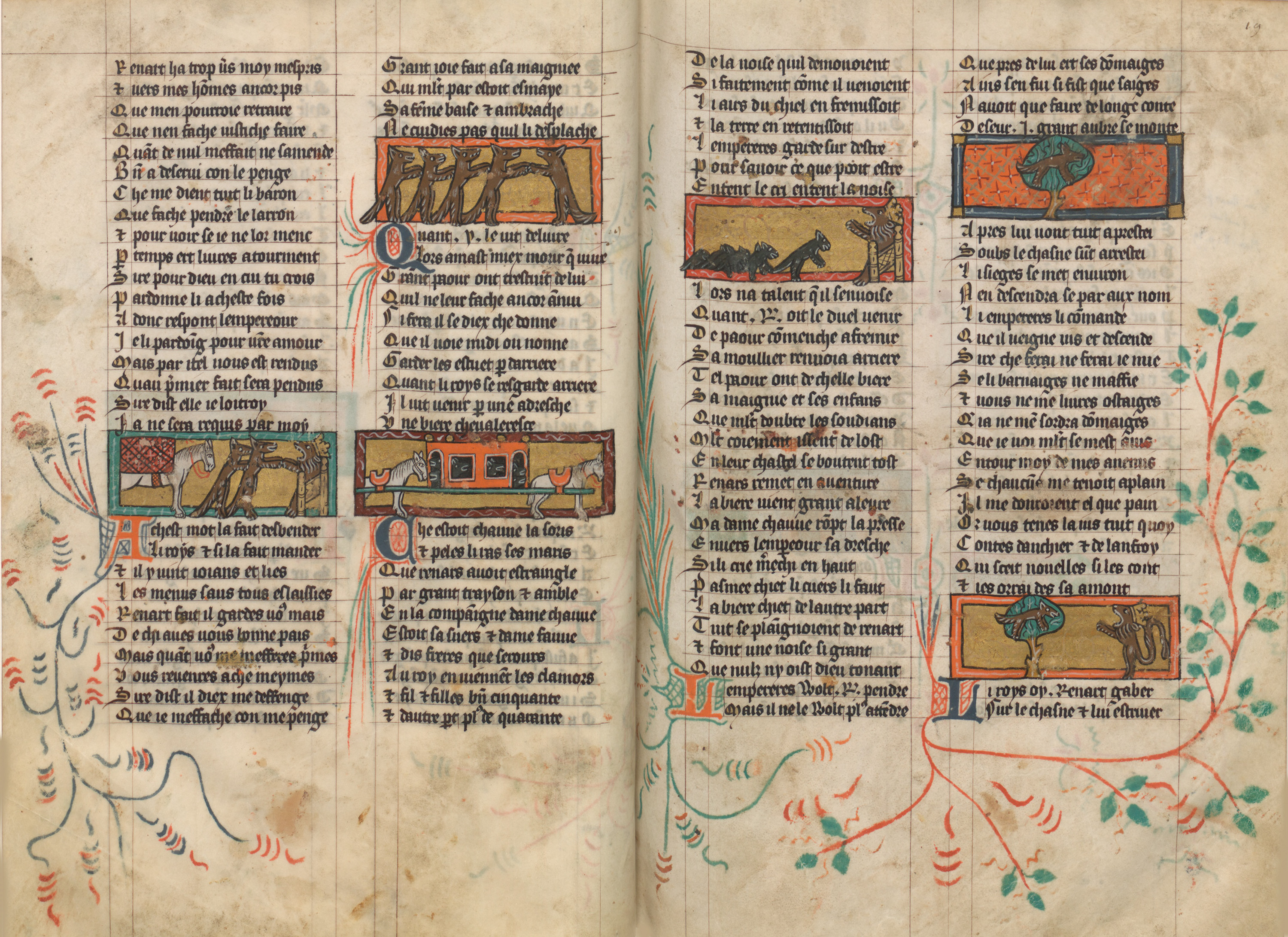
Roman de Renart, BnF (Mss.), fin XIIe siècle, Français 12584, folio 18v-19r.

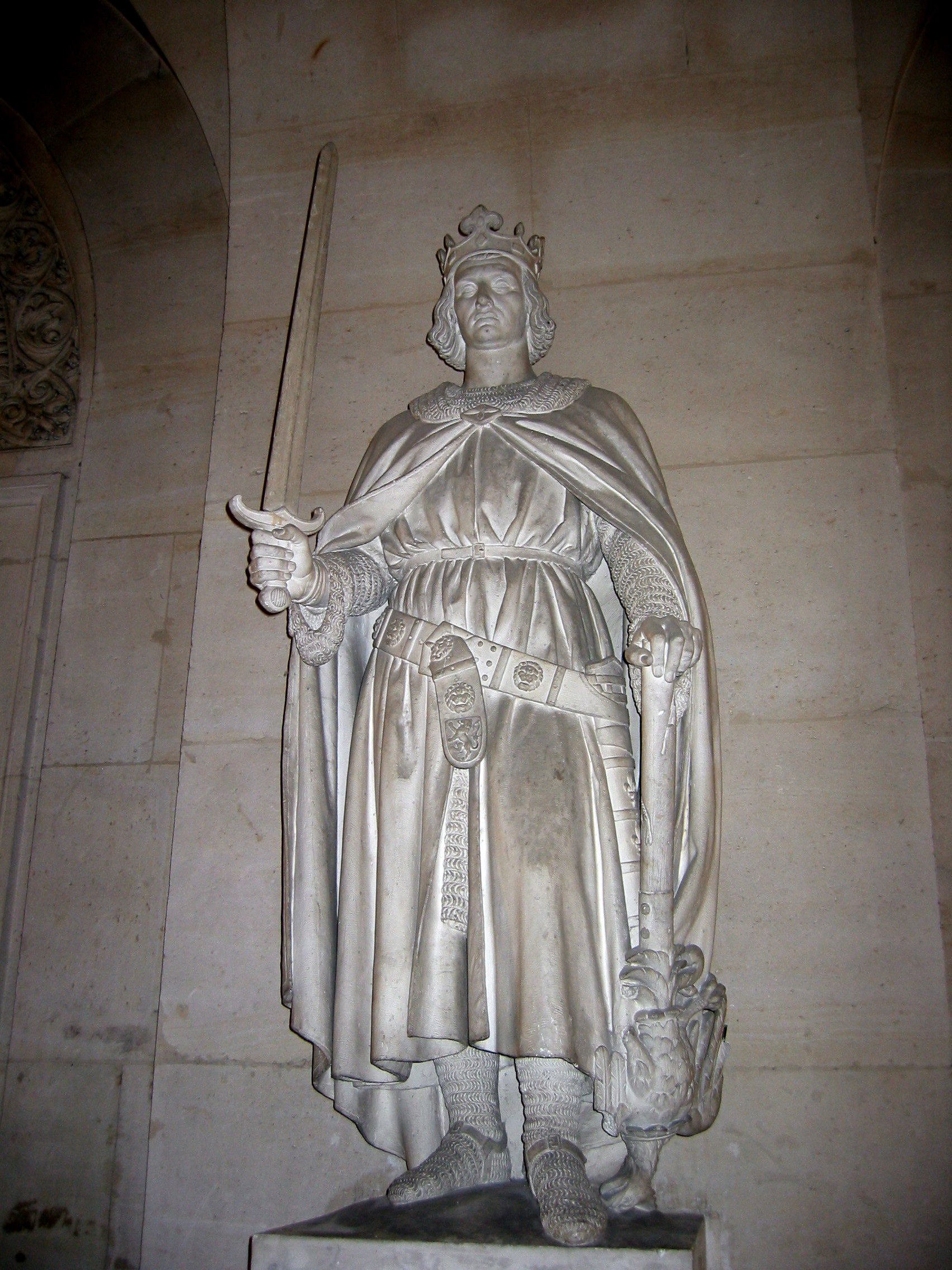
Statue de Philippe Auguste à Versailles.

- Sculpture en 1860 de Philippe Auguste par Henri Lemaire au palais de justice de Paris.
- En 2013, Dorian Demarcq[141] crée le géant[142] Philippe Auguste à la demande de la ville de Bouvines[143],[144].

### Au cinéma
- 1899 : King John film muet réalisé par Walter Pfeffer Dando, William K.L. Dickson et Herbert Beerbohm Tree avec William Mollison dans le rôle de Philipe Auguste ;
- 1935 : Les Croisades, film réalisé par Cecil B. DeMille, le roi est joué par C. Henry Gordon dans le rôle de Philipe Auguste ;
- 1952 : The Life and Death of King John film réalisé par Stephen Harrison avec James Dale dans le rôle de Phillipe Auguste ;
- 1954 : Richard Cœur de Lion film réalisé par David Butler avec Henry Corden dans le rôle de Philipe Auguste ;
- 1961 : Richard the Lionheart film réalisé par Ernest Morris avec Trader Faulkner dans le rôle de Philipe Auguste ;
- 1963 : Saladin le Victorieux film réalisé par Youssef Chahine avec Omar Al-Hariri dans le rôle de Philipe Auguste ;
- 1968 : Le Lion en hiver, film réalisé par Anthony Harvey avec Timothy Dalton dans le rôle de Phillipe Auguste ;
- 1971 : König Johann film réalisé par Oswald Döpke avec Gerhard Friedrich dans le rôle de Phillipe Auguste ;
- 1975 : János király (Le Roi Jean) de Károly Esztergályos avec László Márkus dans le rôle de Phillipe Auguste ;
- 1978 : La couronne du Diable série télévisé réalisé par Alan Cooke, Jane Howell et Ronald Wilso avec Christopher Gable dans le rôle de Philipe Auguste ;
- 1981 : The Talisman série télévisé réalisé par Richard Bramall avec John Moreno dans le rôle de Phillipe Auguste ;
- 1984 : The Life and Death of King John film réalisé par David Giles avec Charles Kay dans le rôle de Phillipe Auguste ;
- 1988 : La Croisade des Enfants, téléfilm réalisé par Serge Moati, avec Robert Hossein dans le rôle de Philippe II ;
- 1992 : Richard-Lvinoye serdetse (Richard Cœur de Lion) film réalisé par Yevgeni Gerasimov avec Levam Mchiladzé dans le rôle de Philippe II ;
- 1997 : Richard Cœur de Lion série réalisé par Ludi Boeken avec David Denfield dans le rôle de Philippe II ;
- 2003 : Le Lion en hiver film réalisé par Andreï Kontchalovski avec Jonathan Rhys Meyers dans le rôle de Phillipe Auguste ;
- 2010 : Robin des Bois, film réalisé par Ridley Scott avec Jonathan Zaccaï dans le rôle de Philipe Auguste .
- 2015 : King John film réalisé par Barry Avrich avec Peter Hutt dans le rôle de Philipe Auguste;.

### Webséries
- Richard Cœur de Lion & la 3e Croisade[145], un épisode de Confessions d'Histoire[146] écrit et réalisé par Ugo Bimar[147] en 2017, le roi de France est interprété par Benjamin Brenière.